# Sankt Veit an der Glan
St. Veit an der Glan (slowenisch Sveti Vid oder Šent Fid, mitunter auch mit Zusatz ob Glini) ist der Name sowohl einer Stadtgemeinde mit 12.234 Einwohnern (Stand 1. Jänner 2025) in Kärnten, Österreich, als auch deren größter Ortschaft, des Hauptorts der Gemeinde, mit 10.516 Einwohnern (Stand 1. Jänner 2025).
Die Stadt entstand am Schnittpunkt alter Verkehrswege. Sie war bis 1518 Landeshauptstadt von Kärnten, und sie ist Sitz der Bezirkshauptmannschaft des Politischen Bezirks St. Veit an der Glan.

## Geographie

### Stadtgemeinde
Die Stadtgemeinde liegt in Mittelkärnten, im Süden des Bezirks St. Veit an der Glan. Landschaftlich umfasst sie den Osten des Glantals, den Nordosten des Glantaler Berglands, den Norden des Zollfelds und den Westen der Launsdorfer Senke. Im Norden der Gemeinde liegt der Hauptort am Fuß des knapp außerhalb der Gemeinde befindlichen Lorenzibergs, südlich des Hauptorts sind der Muraunberg, der Hörzendorfer See und der Tanzenberg. Im Südwesten reicht die Gemeinde bis an den Osthang des Ulrichsbergs, im Südosten über den Nordteil des Zollfelds hinweg bis an den Westhang des Magdalensbergs.

### Hauptort
Die Stadt entstand am Schnittpunkt alter Verkehrswege: Von der uralten Verbindung vom Donauraum zur Adria, die sich bei St. Veit nach Westen in Richtung Feldkirchen–Villach–Tarvis wendet, zweigen hier Straßen nach Süden nach Klagenfurt (und weiter über Loibl oder Seeberg) sowie nach Osten Richtung Völkermarkt und Görtschitztal mit dem alten Eisenzentrum Hüttenberg ab.
Die Stadt liegt ganz im Osten des Glantals, auf einem Schwemmkegel bei der Einmündung von Wimitz und Mühlbach in die Glan. In den vergangenen 150 Jahren hat sie sich flächenmäßig in alle Richtungen ausgedehnt, insbesondere in Richtung Südosten hin zum Zollfeld, zuletzt 1958 durch die Eingemeindung von St. Donat.

### Klima
|                        | Jan  | Feb  | Mär  | Apr  | Mai  | Jun  | Jul  | Aug  | Sep  | Okt  | Nov  | Dez  |   |      |
| Mittl. Temperatur (°C) | −3,4 | −0,9 | 3,9  | 8,9  | 14,2 | 17,4 | 19,3 | 18,5 | 13,9 | 9,0  | 2,9  | −2,0 | ⌀ | 8,5  |
| Mittl. Tagesmax. (°C)  | 1,6  | 5,7  | 11,1 | 15,9 | 21,4 | 24,4 | 26,8 | 26,1 | 21,4 | 15,5 | 7,5  | 1,8  | ⌀ | 15   |
| Mittl. Tagesmin. (°C)  | −7,6 | −6,0 | −1,4 | 3,2  | 8,2  | 11,5 | 13,2 | 12,9 | 8,8  | 4,7  | −0,4 | −5,2 | ⌀ | 3,5  |
|                        |      |      |      |      |      |      |      |      |      |      |      |      |   |      |
| Niederschlag (mm)      | 19   | 22   | 36   | 45   | 62   | 91   | 97   | 102  | 74   | 67   | 54   | 34   | Σ | 703  |
|                        |      |      |      |      |      |      |      |      |      |      |      |      |   |      |
| Luftfeuchtigkeit (%)   | 70,3 | 55,6 | 49,6 | 47,1 | 46,6 | 50,2 | 48,1 | 49,7 | 52,2 | 59,4 | 69,4 | 75,3 | ⌀ | 56,1 |

| −7,6 |

| −6,0 |

| −1,4 |

| 3,2 |

| 8,2 |

| 11,5 |

| 13,2 |

| 12,9 |

| 8,8 |

| 4,7 |

| −0,4 |

| −5,2 |

| −7,6 |

| −6,0 |

| −1,4 |

| 3,2 |

| 8,2 |

| 11,5 |

| 13,2 |

| 12,9 |

| 8,8 |

| 4,7 |

| −0,4 |

| −5,2 |

## Gliederung

### Gliederung der Gemeinde

#### Katastralgemeinden
Die Stadtgemeinde umfasst sieben Katastralgemeinden (Fläche Stand 31. Dezember 2023):
- Galling (293,92 ha)
- Hörzendorf (682,28 ha)
- Niederdorf (569,16 ha)
- Projern (898,22 ha)
- St. Donat (1.390,32 ha)
- St. Veit an der Glan (868,3 ha)
- Tanzenberg (377,06 ha)

#### Ortschaften
Die Stadtgemeinde umfasst 41 Ortschaften (Einwohner Stand 1. Jänner 2025):
- Affelsdorf (32)
- Aich (5)
- Altglandorf (106)
- Arndorf (8)
- Baardorf (6)
- Baiersdorf (29)
- Beintratten (8)
- Blintendorf (10)
- Dellach (53)
- Draschelbach (4)
- Eberdorf (4)
- Galling (8)
- Gersdorf (24)
- Holz (13)
- Hörzendorf (339)
- Karlsberg (16)
- Karnberg (66)
- Laasdorf (7)
- Lebmach (0)
- Mairist (24)
- Milbersdorf (19)
- Muraunberg (70)
- Niederdorf (4)
- Pflugern (22)
- Pörtschach am Berg (27)
- Preilitz (32)
- Projern (54)
- Radweg (4)
- Raggasaal (6)
- Ritzendorf (11)
- St. Andrä (16)
- St. Donat (460)
- St. Veit an der Glan (10.516)
- Streimberg (1)
- Tanzenberg (4)
- Ulrichsberg (23)
- Unterbergen (90)
- Untermühlbach (80)
- Unterwuhr (29)
- Wainz (4)
- Zwischenbergen (0)

### Gliederung des Hauptorts
Historisch wurde der heutige Hauptort St. Veit an der Glan in die Stadt (Altstadt, Innere Stadt) und in fünf Vorstädte (Friesacher Vorstadt, Klagenfurter Vorstadt, Villacher Vorstadt, Völkermarkter Vorstadt, Weitensfelder Vorstadt) gegliedert. Die Vorstädte wurden zeitweise (1869 und 1880) als eigene Ortschaften, dann als Ortschaftsbestandteile geführt. Heute hat diese Untergliederung keine praktische Bedeutung mehr. Einige der ehemaligen Vorstädte sind zwar namensgebend für Zählsprengel, diese stimmen jedoch nicht mit den historischen Vorstadtgebieten überein.

#### Altstadt
Die von Stadtmauern umgebene Altstadt (Innere Stadt, früher einfach: Stadt) wurde im 12./13. Jahrhundert angelegt. Die Stadt um den Oberen und den Unteren Platz bestand aus vier Vierteln:
- Nördlich des Oberen Platzes, um das Rathaus sowie entlang der Judengasse (heute Bräuhausgasse), bestand das Vierzehn-Nothelfer-Viertel. Es war nach der Nothelfer-Kirche benannt, die 1790 abgerissen und durch einen heute als Bezirkshauptmannschaft genutzten Ansitz ersetzt wurde.
- Südlich des Oberen Platzes und um das Kirchgassl bestand das Pfarrviertel mit der Stadtpfarrkirche.
- Nördlich des Unteren Platzes (früher: Niederer Platz) und an der Burggasse bestand das Burgviertel mit der sogenannten Herzogsburg.
- Das Zwölfbotenviertel südlich des Unteren Platzes und um die Botengasse war nach der Zwölf-Boten-Kirche benannt, die im 18. Jahrhundert abgetragen wurde.[5]

#### Friesacher Vorstadt

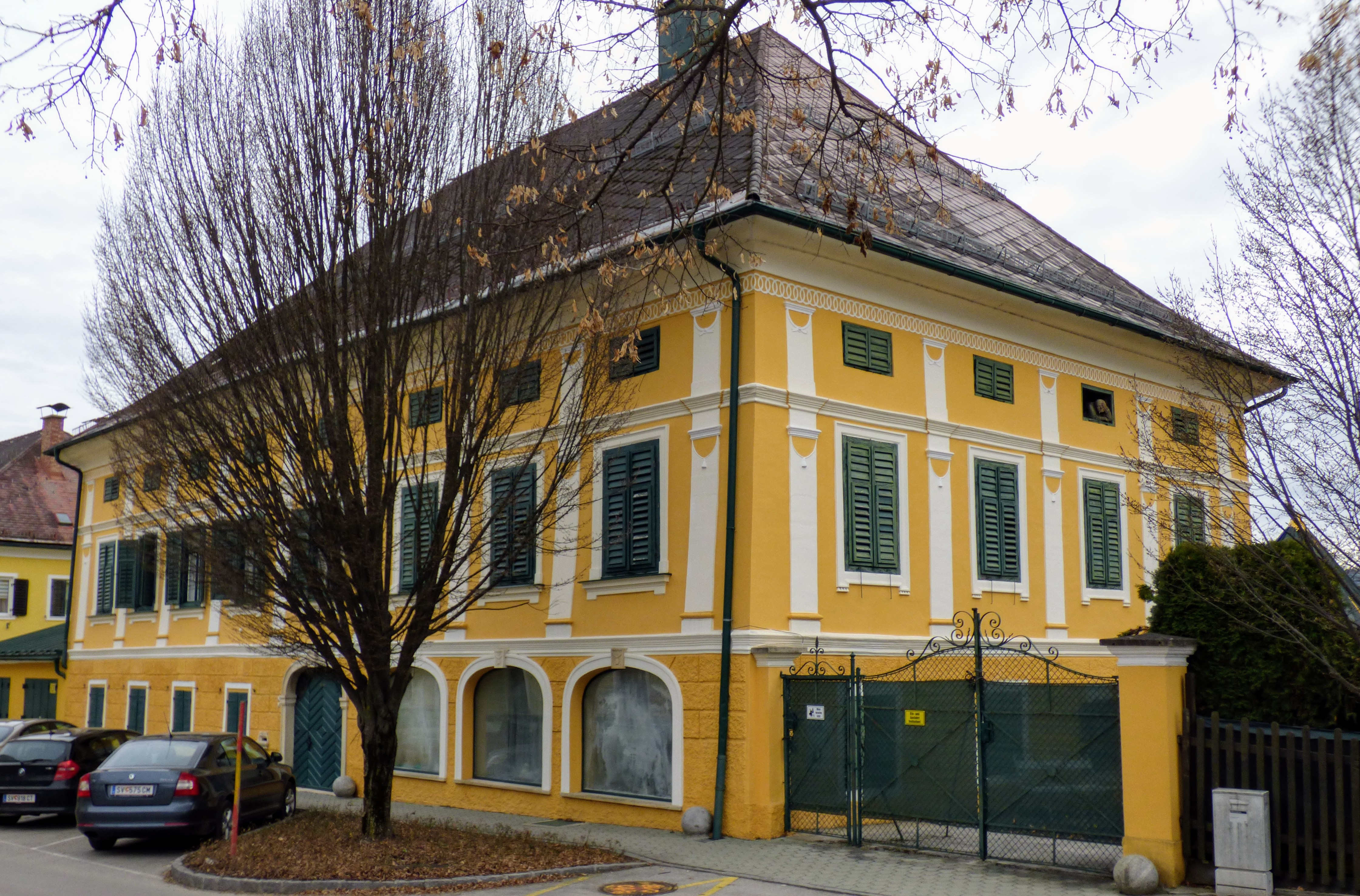
Mailänder Hof, Friesacher Vorstadt

1428 wurde diese Siedlung Friesacher Ort genannt. Die Friesacher Vorstadt bestand im 19. Jahrhundert aus einigen Häusern in der nach Osten von der Altstadt wegführenden Friesacher Straße, darunter das Gasthaus Stern (am Standort des heutigen Fuchspalasts) und der Mailänderhof. Außerdem wurden der Kölnhof, der Ranftlhof, die Schönmühle an der Wimitz, der Theresienhof und an der Straße Richtung Kraig der Marienhof zur Friesacher Vorstadt gezählt.

#### Klagenfurter Vorstadt

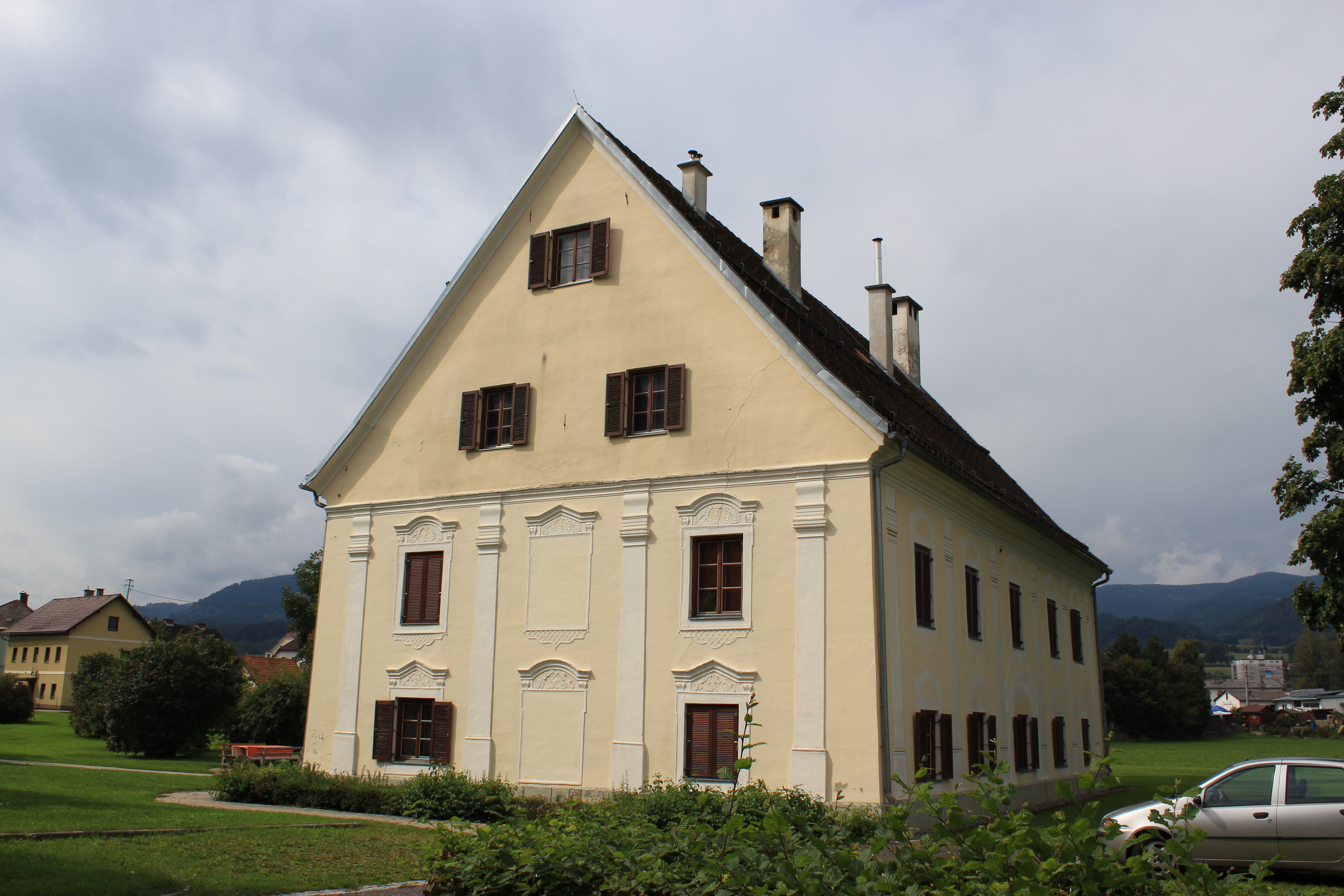
Herrenhaus der Papiermühle, Klagenfurter Vorstadt

Vor der planmäßigen Anlage der Stadt erstreckte sich St. Veit auch südöstlich außerhalb der dann errichteten Stadtmauer, um den Bereich der heutigen Landstraße. Nahe der heutigen Evangelischen Kirche gab es spätestens ab dem frühen 13. Jahrhundert die Kirche St. Johann im Erlach. Die Siedlung wurde später St.-Johannes-Vorstadt genannt (so 1754).
Die Klagenfurter Vorstadt bestand im 19. Jahrhundert vor allem aus Häusern entlang der Klagenfurter Straße sowie einzelnen Gebäuden im Bereich der heutigen Prinzhofer-Straße. Außerhalb der geschlossenen Bebauung befanden sich die Papiermühle an der Glan, die Bleiweißfabrik (nach Schließung Ende des 19. Jahrhunderts als Kaserne genutzt; heute Funder-Villa) und oberhalb an der Straße zum Kollerhof die Salpeterplantage, Auf der Schleife bei der Wimitzmündung und etwas glanabwärts die Stadtsäge. Im Bereich der Bleiweißfabrik und des in dessen Nähe entstandenen großen Rangierbahnhofs wurde ab 1890 die Bezeichnung Glandorf verwendet.

#### Villacher Vorstadt

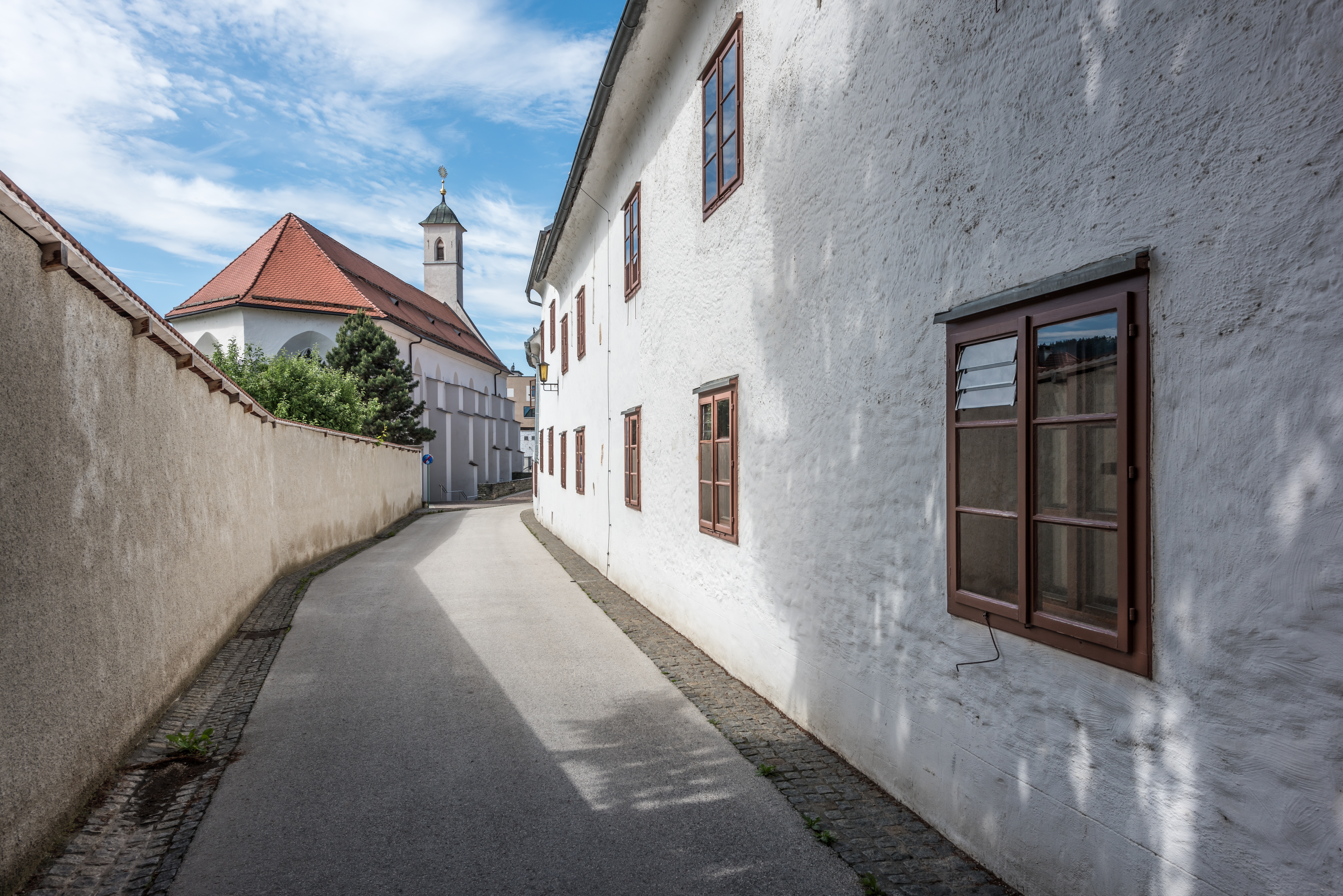
Klosterkirche und Bürgerspital, Villacher Vorstadt

1321 wurde westlich der Stadt das Bürgerspital gegründet – der Gebäudekomplex ist heute noch erhalten – zwei Jahre später daneben das Klarissinenkloster. Nach der Klosterkirche Unsere Liebe Frau wurde die dort entstehende Siedlung zunächst Unserer Frauen Ort genannt. Im 18. Jahrhundert taucht der Begriff Franziskaner Vorstadt auf; die Klosterkirche war im 17. Jahrhundert zur Franziskanerkirche geworden. Nachdem im frühen 19. Jahrhundert auch die Bezeichnung Feldkirchener Vorstadt verwendet wurde, setzte sich schließlich die Bezeichnung Villacher Vorstadt durch. Bedeutend war dort auch der Gewerkensitz Zeneggenhof, der 2003 abgerissen wurde.

#### Völkermarkter Vorstadt

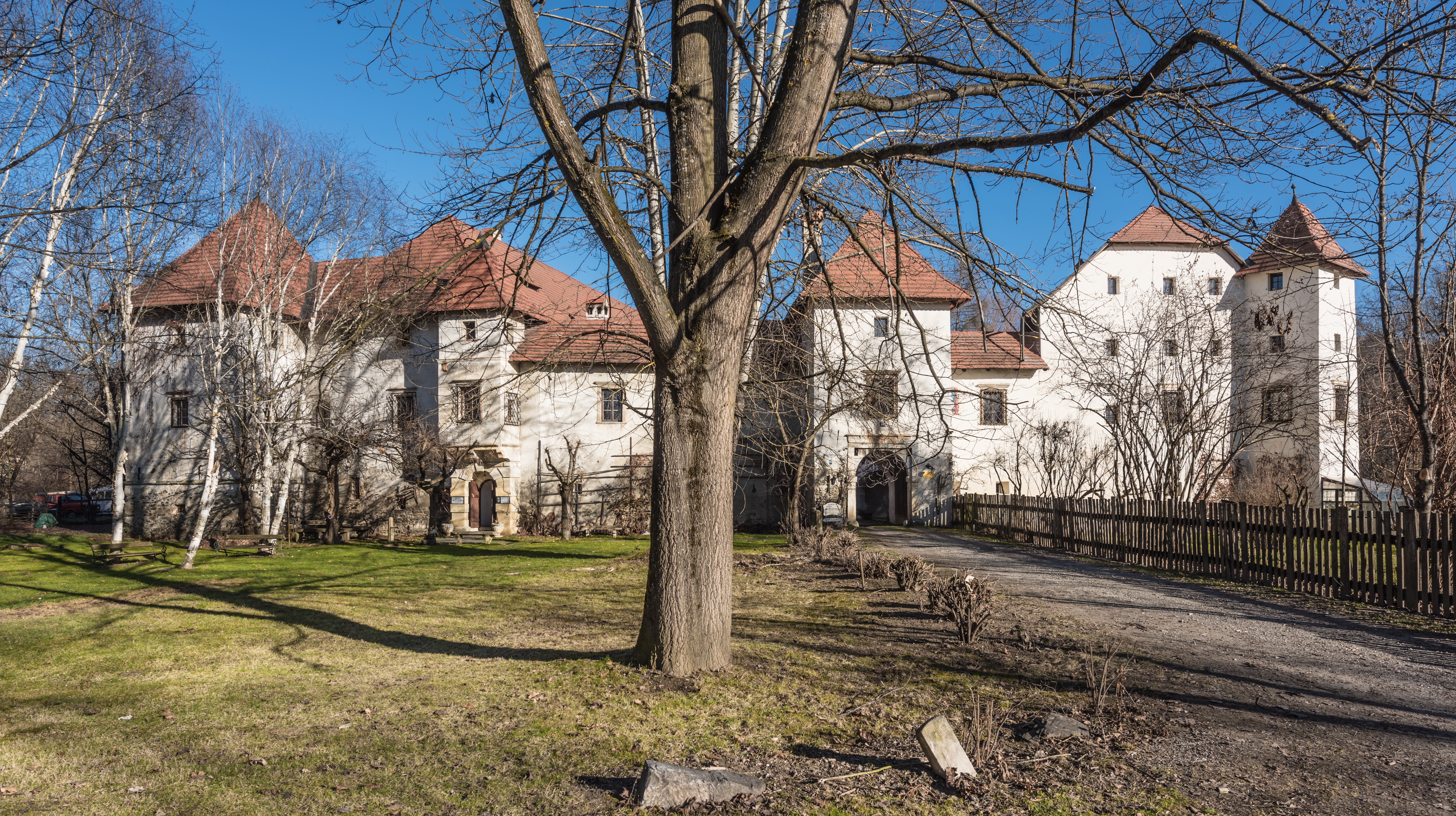
Schloss Wayer, Völkermarkter Vorstadt

Die Völkermarkter Vorstadt war die kleinste und am spätesten erwähnte der fünf Vorstädte. Sie umfasste im 19. Jahrhundert nur ein paar stadtnahe Häuser an der heutigen Völkermarkter Straße sowie weit außerhalb, nahe der Wimitz, das Schloss Weyer, die Rassnigmühle und die Abdeckerkeusche.

#### Weitensfelder Vorstadt

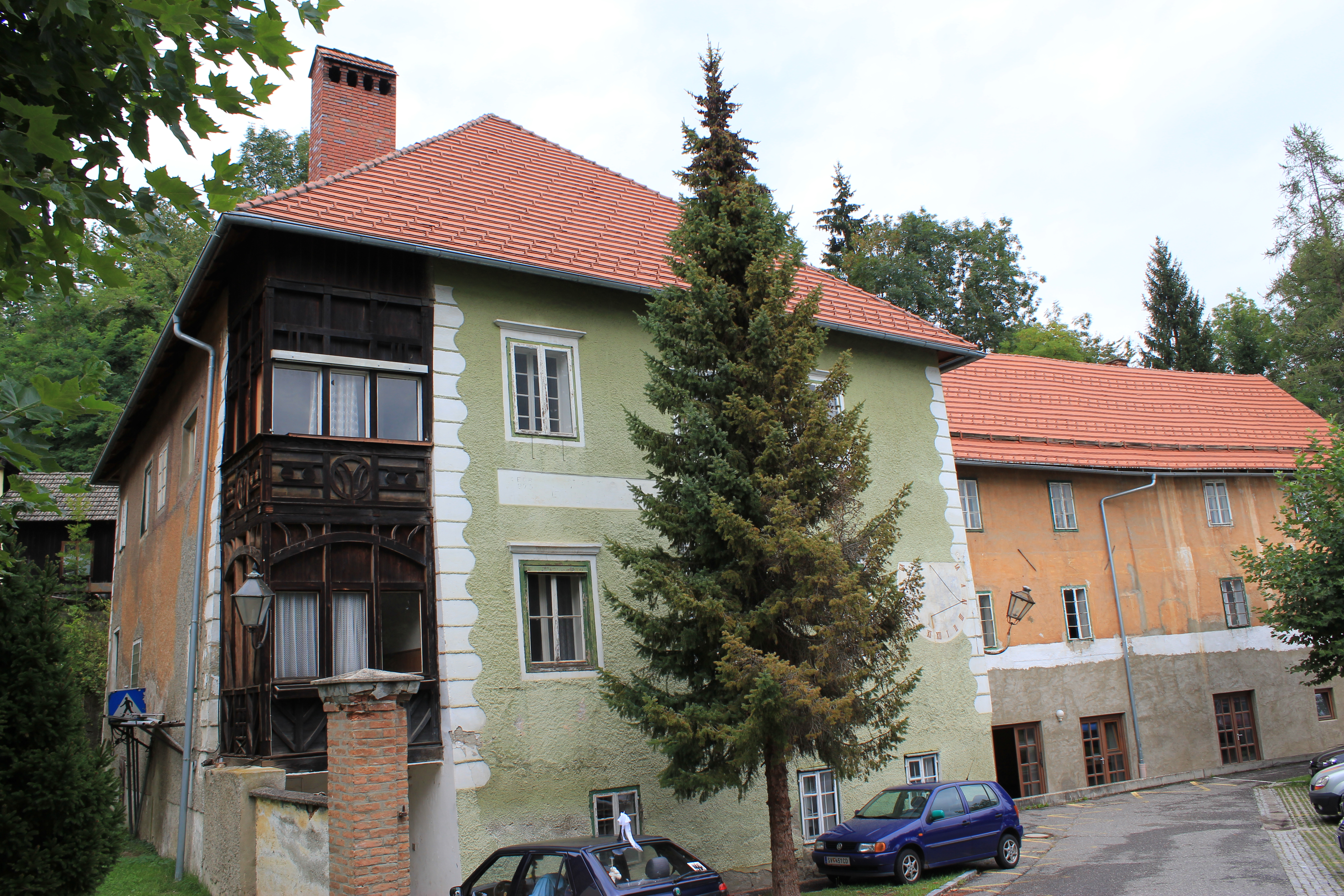
Ansitz In der Däber, Weitensfelder Vorstadt

Schon im 14./15. Jahrhundert wurde der Bereich der heutigen Gerichtsgasse sowie zwischen Obermühlbacher Straße und Erlgraben (Mühlbach) verbaut. In der Döber gab es Gewerkensitze, ab dem 17. Jahrhundert einen Edelmannsitz. Im 18. Jahrhundert erscheint hier ein Militärspital bzw. Lazarett und ab dem frühen 19. Jahrhundert auch ein Badehaus. Die Siedlung wurde zeitweise auch Lazarettviertel oder – nach der im 17. Jahrhundert errichteten Lorettokirche, später Kalvarienbergkirche – als Loreto-Viertel bzw. Viertel unter dem Calvaryberg genannt.

### Gliederung nach Zählsprengeln
Die Gemeinde ist für statistische Zwecke in Zählsprengel gegliedert. Die Zählsprengel 000 bis 022 umfassen den Hauptort, die Zählsprengel 030 und 040 den Rest der Gemeinde. Die Grenzen der Zählsprengel decken sich nicht mit den historischen Grenzen der Vorstädte, selbst wenn deren Namen verwendet werden:
- 000 St.Veit a.d.Glan-Altstadt: die ummauerte Altstadt sowie die dem ehemaligen Friesachertor und dem ehemaligen Villachertor unmittelbar vorgelagerten Häuser im Bereich der ehemaligen Barbakane.
- 010 Weitensfelder Vorstadt: der nördlichste Teil der Stadt, nach Süden hin begrenzt durch (von West nach Ost) Urtlstraße-Spitalgasse-Lindengasse-Grabenstraße-Friesacher Straße-Sandgasse
- 011 Friesacher Vorstadt: der Bereich der Stadt zwischen Friesacher Straße und der Eisenbahn; endet stadtauswärts bei Einmündung der Friesacher Straße in die Bahnstraße.
- 012 Klagenfurter Vorstadt: der südöstlich an die Altstadt angrenzende Bereich zwischen Prinzhoferstraße und Völkermarkter Straße; stadtauswärts durch die Eisenbahn begrenzt.
- 013 St.Veit-Marktwiese: der Bereich der Stadt zwischen Villacher Straße-Ossiacher Straße und der Rudolfsbahn; von der Prinzhoferstraße im Osten bis zum Rand der Katastralgemeinde St. Veit an der Glan im Westen; zusätzlich ein kleiner Bereich nördlich der Villacher Straße mit Mehrparteienhäusern im Bereich Jägersteig – Hubertusstraße.
- 014 St.Veit-Villacher Vorst.: der Bereich der Stadt nördlich der Villacher Straße (ausgenommen ein kleiner Bereich mit Mehrparteienhäusern im Bereich Jägersteig – Hubertusstraße); nach Osten und Norden hin begrenzt durch Altstadt-Lindengasse-Spitalgasse-Urtlstraße.
- 020 St.Veit-Glanbogen: der östlichste Teil der Stadt, vom Weyerfeld im Norden bis an die Südgrenze Glandorfs im Süden, nach Westen hin durch die Eisenbahn begrenzt.
- 021 Sankt Veit-Süd: der Bereich im Südwesten der Stadt zwischen Glan und Rudolfsbahn; endet nach Nordosten hin beim Gleisdreieck.
- 022 Muraunberg: der Bereich der Stadt südlich der Glan und westlich der Rosentalbahn.
- 030 St.Donat: entspricht dem Gebiet der ehemaligen Gemeinde St. Donat mit Ausnahme des Bereichs der ehemaligen Ortschaft Neuglandorf.
- 040 Hörzendorf: entspricht dem Gebiet der ehemaligen Gemeinde Hörzendorf sowie den (ehemals zur Gemeinde St. Peter am Bichl gehörenden) Ortschaften Karnberg und Eberdorf

## Geschichte

### Antike
Am Gratzerkogel am Zollfeld, am südlichen Rand des heutigen Gemeindegebiets, bestand in der Römerzeit ein Kastell. Im 5. Jahrhundert wurde an dessen Stelle eine Siedlung errichtet, die um 600 aufgegeben wurde.

### Stadtgründung

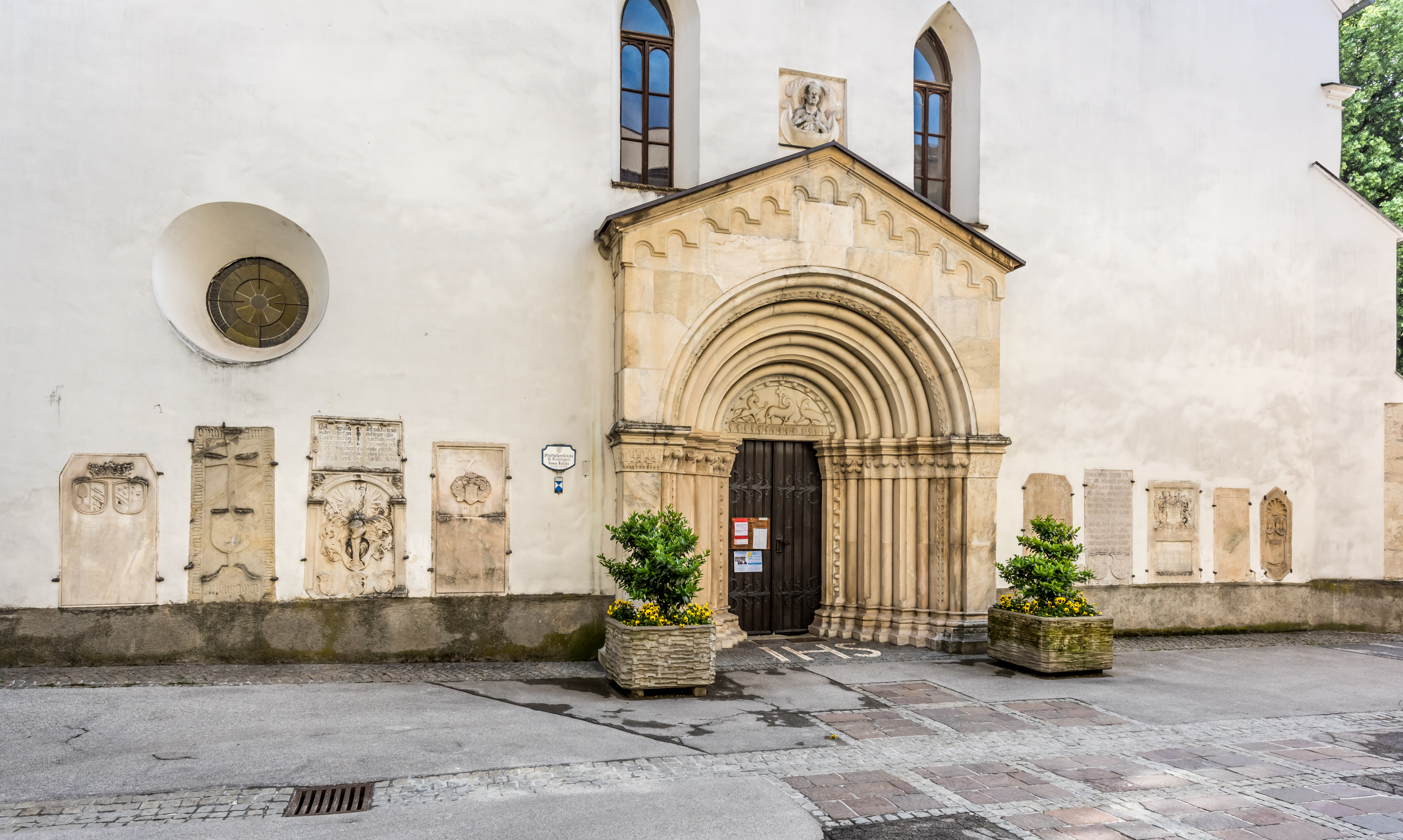
Portal der Stadtpfarrkirche

Der früheste Hinweis auf eine Besiedelung im Gebiet der heutigen Stadt im engeren Sinn ist das Fragment eines frühmittelalterlichen karolingischen Flechtwerksteins, der in Zweitverwendung in der Außenmauer des Karners bei der heutigen Stadtpfarrkirche zu sehen ist. Der Sage nach soll ein Einfall der Ungarn im Jahr 901 Anlass für die Gründung der Stadt gewesen sein: Einem Karantanen-Herzog namens Rathold sei bei einer Schlacht bei Hungerbrunn nördlich der heutigen Stadt der heilige Veit erschienen und habe ihm Mut gemacht. Der Herzog habe nach siegreichem Kampf am Schlachtfeld ein Erlendickicht roden und an dieser Stelle eine Kirche errichten lassen, um die dann nach und nach die Stadt entstand.
Eine Siedlung entstand zunächst in dem Bereich zwischen dem Standort der heutigen Stadtpfarrkirche und der Kirche St. Johann im Erlach (die sich nahe der heutigen Evangelischen Kirche befand), entlang des damaligen Verlaufs des Mühlbachs; im Bereich des heutigen Stadtzentrums befand sich damals wohl ein herrschaftlicher Hof. 1122 folgten die Spanheimer den Eppensteinern als Herzöge von Kärnten nach; St. Veit gewann unter ihnen an Bedeutung. Die heutige Stadtpfarrkirche wurde errichtet. 1147 verkaufte Markgraf Engelbert III. (Spanheim) den Hof zu St. Veit an das Bistum Bamberg, doch wurde der Kauf bald darauf rückgängig gemacht. St. Veit wurde rasch zum Zentrum des herzoglichen Besitzes in Kärnten, die zunächst auf der nahen Burg Freiberg, knapp außerhalb der heutigen Gemeindegrenze, residierten.

### Herzögliche Residenz, Landeshauptstadt von Kärnten

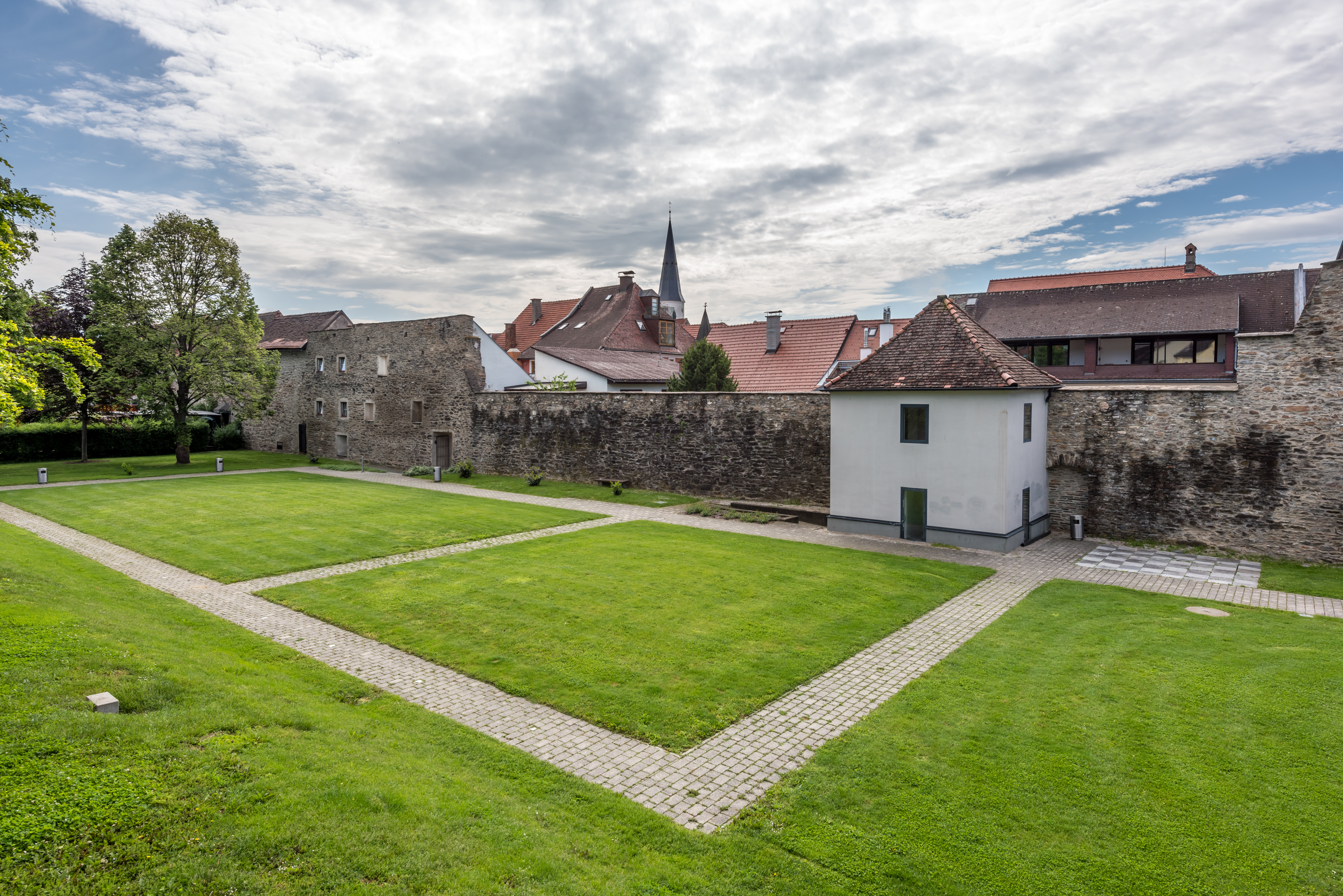
Stadtmauer

Im späten 12. Jahrhundert wurde der Sitz der Herzöge allmählich von der Burg Freiberg in den Ort St. Veit verlegt, der 1199 als forum (Markt) genannt wurde. Eine erste Blütezeit erlebte der Ort unter Herzog Bernhard von Spanheim (1202–1256), dem Schwiegersohn des Königs Ottokar von Böhmen. 1204 wurde eine Schule erwähnt. Ab 1205 stand in St. Veit die herzogliche Münze (bis 1725), in der 1220 die älteste erhaltene Münze mit deutscher Inschrift geprägt wurde. Im Jahre 1224 wurde St. Veit in einer Schenkungsurkunde erstmals als Stadt bezeichnet. Bernhard ließ Stadtmauern errichten und er baute die urkundlich als Kastell bzw. als Palast bezeichnete Burg in St. Veit, während auf den Hügeln rund um die Stadt ein Burgenkranz bestand. Bernhard führte eine glänzende Hofhaltung: Er führte die erblichen Hofämter der Mundschenke, Truchsesse und Marschalle ein. 1214 weilte Walther von der Vogelweide in St. Veit. 1277 kämpfte Ulrich von Lichtenstein hier im Turnier. Nach dem Aussterben der Spanheimer (1269) wurde 1286 Meinhard II. von Görz-Tirol Herzog, bei den folgenden Aufständen wurden 1293 die Burg und die Stadt schwer beschädigt; die Stadtmauern wurden danach erneuert. In den 1320er Jahren wurden das Bürgerspital und das Klarissinnenkloster gegründet.
Für die Grafen von Görz-Tirol war St. Veit nur mehr eine Nebenresidenz. Als das Herzogtum Kärnten 1335 an die Habsburger fiel, verlor St. Veit zwar seine Bedeutung als Residenz endgültig, die landesfürstlichen Behörden wurden jedoch ausgebaut: es gab Hoftaiding und Landschranne, Landrichter, Hofmeister und den landesfürstlichen Vizedom in der Stadt. 1360 und 1374 fanden Fürstentreffen in der Stadt statt. Ab 1450 wurde der Ort urkundlich als „Hauptstadt“ bezeichnet. Zwischen 1473 und 1492 gab es fünf Einfälle der Türken in die Umgebung der Stadt, 1480 wurden die Vorstädte bei einer Belagerung durch die Ungarn beschädigt. Im 15. Jahrhundert hatten Adel und Geistlichkeit an Bedeutung im Land gewonnen; nachdem deren landständischen Truppen, die einen Bauernaufstand im nördlichen Kärnten niederschlagen wollten, von der Stadt St. Veit 1516 der Durchzug durch die Stadt verwehrt wurde, intervenierten die Landstände beim Kaiser gegen die Stadt. Das führte dazu, dass Kaiser Maximilian I. 1518 Klagenfurt den Landständen übergab, um die Bedeutung St. Veits zu schwächen, und allmählich wurde Klagenfurt ausgebaut und übernahm die Funktionen einer Hauptstadt.

### Reformation und Gegenreformation; Eisen, Handel

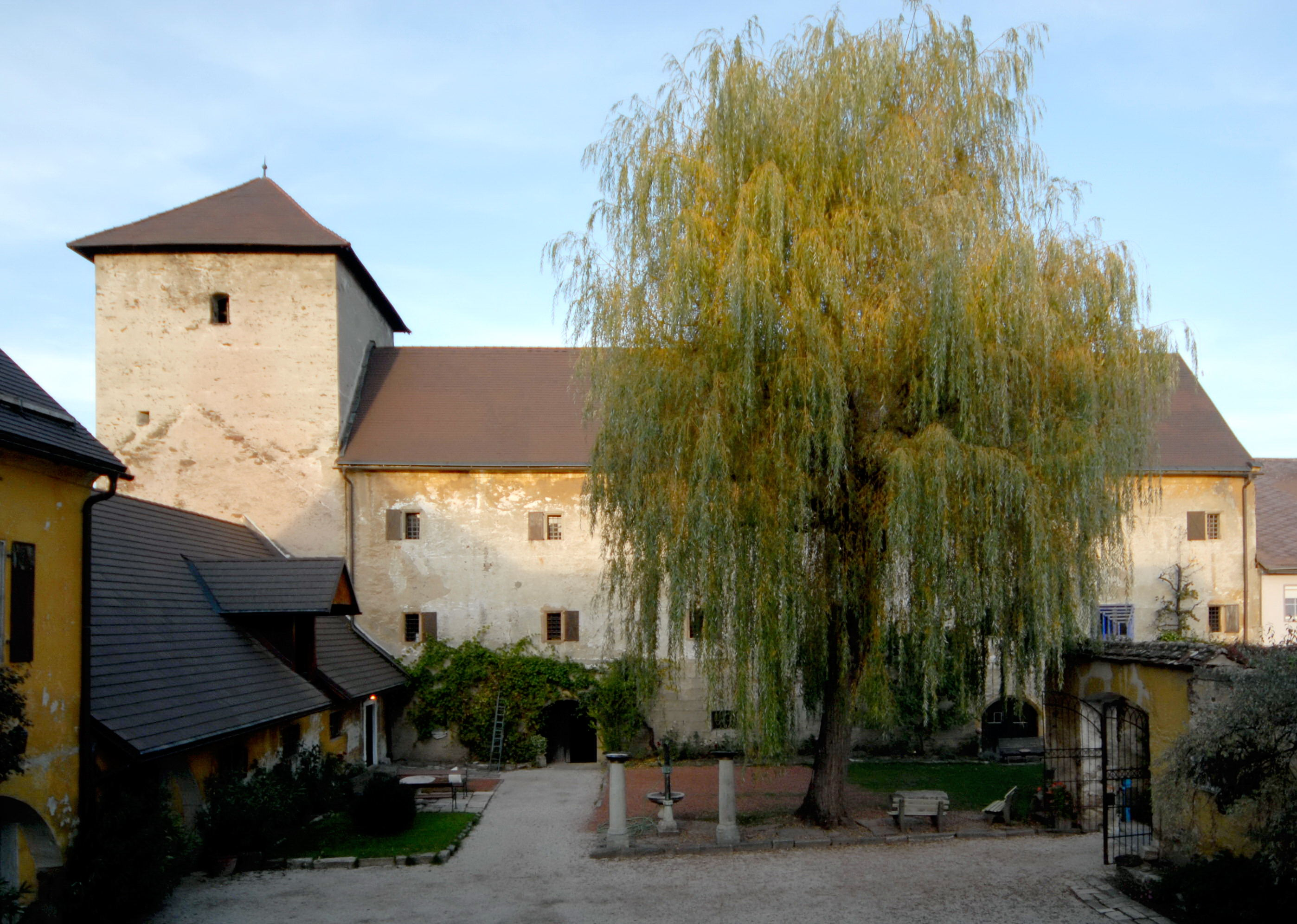
Landesfürstliches Zeughaus („Herzogsburg“)

In den 1520er Jahren wurde an der Nordostecke der Stadt das landesfürstliche Zeughaus (später fälschlich „Herzogsburg“ genannt) errichtet. Einige Schlösser im Nahebereich der Stadt wurden im 16. Jahrhundert um- oder ausgebaut, im heutigen Gemeindegebiet trifft das auf Schloss Weyer, Schloss Karlsberg, Schloss Stadlhof, Schloss Niederdorf und Schloss Kölnhof zu. Doch die ständischen Behörden übersiedelten allmählich nach Klagenfurt.
In St. Veit verblieben die Händler und die Gewerken. Schon 1362 war der Stadt von Rudolf dem Stifter ein Wiesenmarkt verliehen worden, der noch heute jährlich stattfindet. Ab 1547 wurde jährlich ein Bürgermeister gewählt. 1550 wurde hier die erste Papiermühle des Landes errichtet. 1653 wurde der Stadt ein weiterer Markt gewährt, der „Kalte Markt“. Die Bedeutung der Stadt als Verkehrsknotenpunkt und Handelsplatz sank jedoch allmählich, weil als Verbindung von der Adria zu den Donauländern die Route über Graz und Triest auf Kosten der älteren Verbindung über St. Veit und Tarvis an Bedeutung gewann.
Auch wenn Klagenfurt zum Sitz der Stände geworden war, betonte St. Veit weiter seine Rolle als landesfürstliche Stadt. In St. Veit hatte die kirchliche Reformationsbewegung des 16. Jahrhunderts aufgrund des katholischen landesfürstlichen Einflusses mit mehr Widerstand zu kämpfen als in der Umgebung. Um 1600 wurde die Rekatholisierung der Bürger erzwungen; die Trabantengarde, die die Monstranz bei katholischen Festen und Prozessionen schützte, gewann an Bedeutung. Im 17. Jahrhundert wurden die Franziskaner im ehemaligen Klarissinnenkloster angesiedelt; oberhalb der Stadt wurde die Maria-Loreto-Kirche errichtet.
1399 hatte die Stadt das Niederlagsrecht für das Eisen vom Hüttenberger Erzberg bekommen, was den Handel und damit die ganze Stadt aufblühen ließ. 1578 wurde von den St. Veitern in der Urtl bei Guttaring eine moderne Hochofenanlage erbaut.
Im 18. Jahrhundert wurde die Eisenindustrie forciert. In den Jahren 1713 und 1715 wütete die Pest in St. Veit, 1747 brannte die Stadt nieder. 1783 hob Joseph II. die Handelsprivilegien der Stadt auf, was endgültig zu einem wirtschaftlichen Niedergang führte. Die Josephinischen Reformen führten auch zum Ende der regionalen des Schnitzhandwerks; Johann Pacher, Johann Georg Hittinger und ihre Mitarbeiter hatten im 18. Jahrhundert von St. Veit aus viele Kirchen in Kärnten ausgestattet.

### Eisenbahn

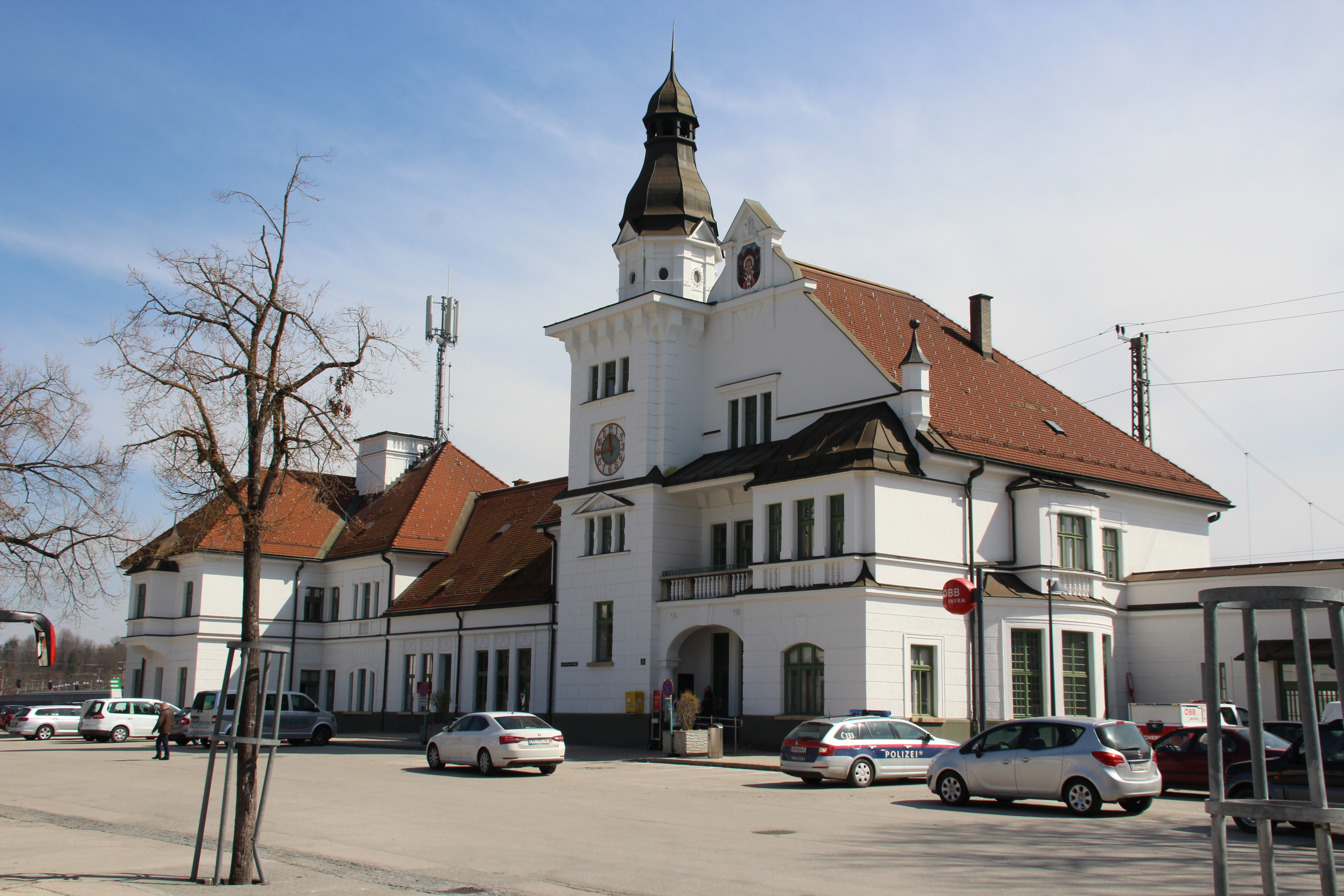
Bahnhof St. Veit, 1912 errichtet

Im Jahre 1830 zählte die Stadt nur mehr 1500 Einwohner, nachdem sie im Mittelalter bis zu 3000 Einwohner hatte. Mit dem Bau der Rudolfsbahn im 19. Jahrhundert und dem einsetzenden Holzhandel setzte eine wirtschaftliche Erholung ein. Der Bahnhof wurde zunächst südlich recht weit außerhalb der Stadt errichtet und führte Ende des 19. Jahrhunderts zu einem raschen Anwachsen der Klagenfurter Vorstadt. 1912 wurde der neue Bahnhof im Osten St. Veits – in der Friesacher Vorstadt – errichtet, St. Veit wurde zur „Eisenbahnerstadt“.
Vom Jahre 1850 bis zum Kriegsausbruch 1914 war in St. Veit ständig eine Garnison, bestehend vorerst aus einer Eskadron Ulanen, dann Dragoner und zuletzt Husaren. Sie waren zunächst in der Innenstadt untergebracht; ab Ende des 19. Jahrhunderts in der damals aufgelassenen Bleiweißfabrik in der Klagenfurter Vorstadt.
1877 gründeten die Barmherzigen Brüder das Spital in der Weitensfelder Vorstadt.

### Erster und Zweiter Weltkrieg
Nach dem Ersten Weltkrieg besetzte der SHS-Staat weite Teile Kärntens. Italienische Truppen schützten St. Veit im Juni 1919 vor von Süden angreifenden Freischärlern. Die Bezirkshauptmannschaft Völkermarkt wurde vorübergehend ins unbesetzte St. Veit verlegt, ebenso im Sommer 1919 der Sitz der Kärntner Landesregierung, die erst im Spätherbst 1920 nach Klagenfurt zurückkehren konnte.
Nationalsozialisten waren im Raum St. Veit schon lange vor dem Anschluss ans Deutsche Reich aktiv; der spätere Gauleiter Friedrich Rainer trat hier schon 1923 der SA bei. Im Rahmen des Putschversuches der Nationalsozialisten 1934 gelang es rund 900 Bewaffneten, die Stadt zu übernehmen. Im Anschluss daran kam es um St. Veit zu schweren Gefechten, es gab 13 Tote. Während des Zweiten Weltkriegs wurde die Bibliothek der Hohen Schule der NSDAP von Berlin ins Schloss Tanzenberg übersiedelt. Insbesondere unter den Eisenbahnern gab es aber auch Widerstand gegen den Nationalsozialismus; Maximilian Zitter und neun weitere Eisenbahner wurden 1942 hingerichtet.

### Vergrößerung des Gemeindegebiets
Die im Zuge der Verwaltungsreformen nach der Revolution 1848/49 errichtete Stadtgemeinde hatte zunächst nur die Katastralgemeinde St. Veit an der Glan, also die Altstadt mit ihren fünf Vorstädten umfasst. 1958 wurde die Gemeinde St. Donat angeschlossen. Dieser Zusammenschluss machte es leichter, die in den Jahrzehnten davor beidseits der Grenze der Gemeinden St. Veit und St. Donat, neben dem großen Rangierbahnhof und der Funderfabrik, rasch angewachsene Siedlung Glandorf mit der nötigen Infrastruktur zu versorgen.
1962 kamen 12 ha Fläche von der Gemeinde St. Georgen am Längsee an die Gemeinde St. Veit; das betroffene Gebiet (heute der Bereich um das Haus Flussgasse 150) war durch die Glanregulierung nur mehr von St. Veiter Gebiet aus erreichbar.
1972 wurde die Gemeinde Hörzendorf, in der sich nie ein Zentralort herauskristallisieren konnte, an St. Veit angeschlossen, unter anderem kamen so die Pfarr- und Schulorte Hörzendorf und Projern sowie Schloss Tanzenberg mit seinem Gymnasium an St. Veit. 1973 kam ein kleiner Teil der Gemeinde St. Peter am Bichl zu St. Veit. Durch all diese Erweiterungen kamen zahlreiche kleine Dörfer zur Stadtgemeinde; die Fläche der Gemeinde St. Veit verfünffachte sich so innerhalb von 15 Jahren, die Einwohnerzahl wuchs durch die Eingemeindungen aber nur um etwa ein Fünftel.

### Gegenwart
Um die Jahrtausendwende versuchte die Stadt sich zunächst als „Blumenstadt“ zu positionieren. Dementsprechend kam es zum Bau von Blumenhalle und Blumenhotel. Andererseits entstand am südlichen Gemeinderand, bei Blintendorf, ein Industriezentrum. Die Ansiedlung von Unternehmen wie Kioto Solar und Greenonetec trug dazu bei, dass sich St. Veit als „Sonnenstadt“ einen Ruf zu machen sucht.
Als große Herausforderung für die Gemeinde stellt es sich dar, trotz des Baus zahlreicher Super- und Fachmärkte und Einkaufszentren am Stadtrand eine für die Geschäfte in der malerischen Altstadt ausreichende Kundenfrequenz aufrechtzuerhalten.

## Bevölkerung
Laut Volkszählung 2001 waren 92,5 % der Einwohner der Gemeinde österreichische, 2,3 % jugoslawische und 2,2 % bosnische Staatsbürger. 74,0 % der Bevölkerung bekannten sich zur römisch-katholischen, 8,6 % zur evangelischen Kirche; 4,3 % waren islamischen Glaubens; die Zeugen Jehovas haben einen Königreichssaal in St. Veit. 10,2 % der Einwohner waren ohne religiöses Bekenntnis.

## Kultur und Sehenswürdigkeiten

### Altstadt
- Die Altstadt mit Ausmaßen von etwa 380 × 200 m ist von der weitgehend erhaltenen Stadtmauer umgeben. Die Häuser in der Altstadt haben nahezu durchwegs mittelalterliche Baukerne; viele der Bürgerhäuser um die beiden Stadtplätze weisen Arkadenhöfe auf.
- Auf dem etwa 200 auf 30 m großen Hauptplatz befinden sich das spätgotische Rathaus (ein dreigeschoßiger, sechsachsiger, Bau mit Kielbogenportal, aufwändig gestalteter Fassade und Arkadenhof), eine Pestsäule (1715/16) und zwei Brunnen (Vogelweide-Brunnen und Schüsselbrunnen).
- Die katholische Pfarrkirche, erstmals 1131 urkundlich erwähnt, ist eine große, in ihren Grundzügen spätromanische und in ihrer heutigen Gestalt spätgotische Chorturmkirche. Die heutige Außenansicht geht auf eine grundlegende Wiederherstellung nach einem Brand im Jahr 1829 zurück. An der Westwand befinden sich mehrere Grabdenkmäler aus dem 15. bis 18. Jahrhundert.[9] Der Karner Hl. Michael südlich der Stadtpfarrkirche am ehemaligen Friedhof ist im Kern ein romanischer Rundbau des 13. Jahrhunderts (urkundlich 1275 und 1359 genannt) und wurde früher als Beinhaus verwendet. Seit 1930 dient er als Kriegergedächtnisstätte.
- Die sogenannte Herzogsburg, eigentlich ein ehemaliges landesfürstliches Zeughaus, wird für kulturelle Veranstaltungen (Konzerte, Vernissagen, Theater) genutzt.
- Am Hauptplatz befindet sich das Museum St. Veit und beinhaltet sowohl Dauerausstellungen zu Eisenbahn, Post und Telekom und Stadtgeschichte als auch je eine indoor- und outdoor-Modellbahnlandschaft.

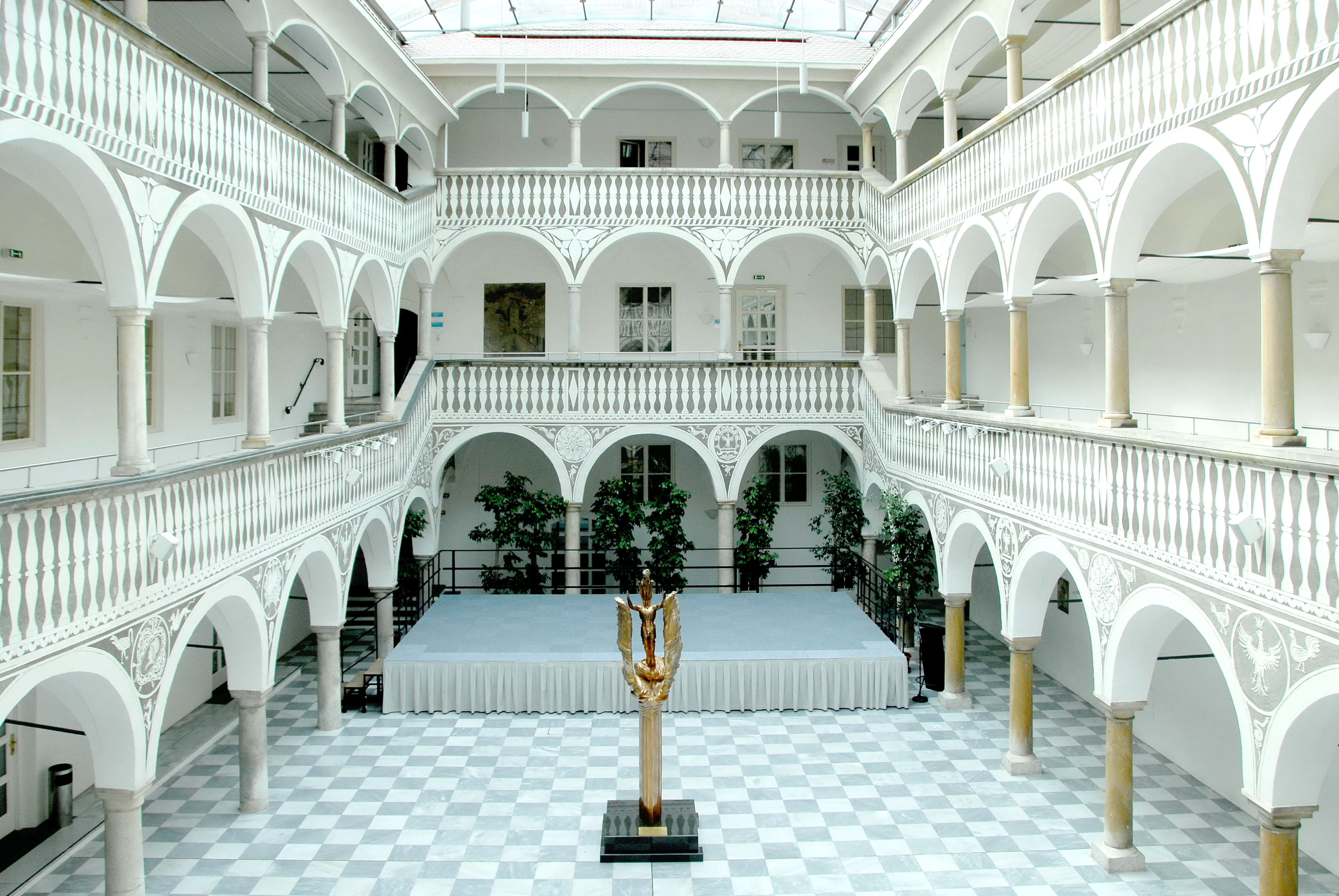
Arkadenhof des Rathauses
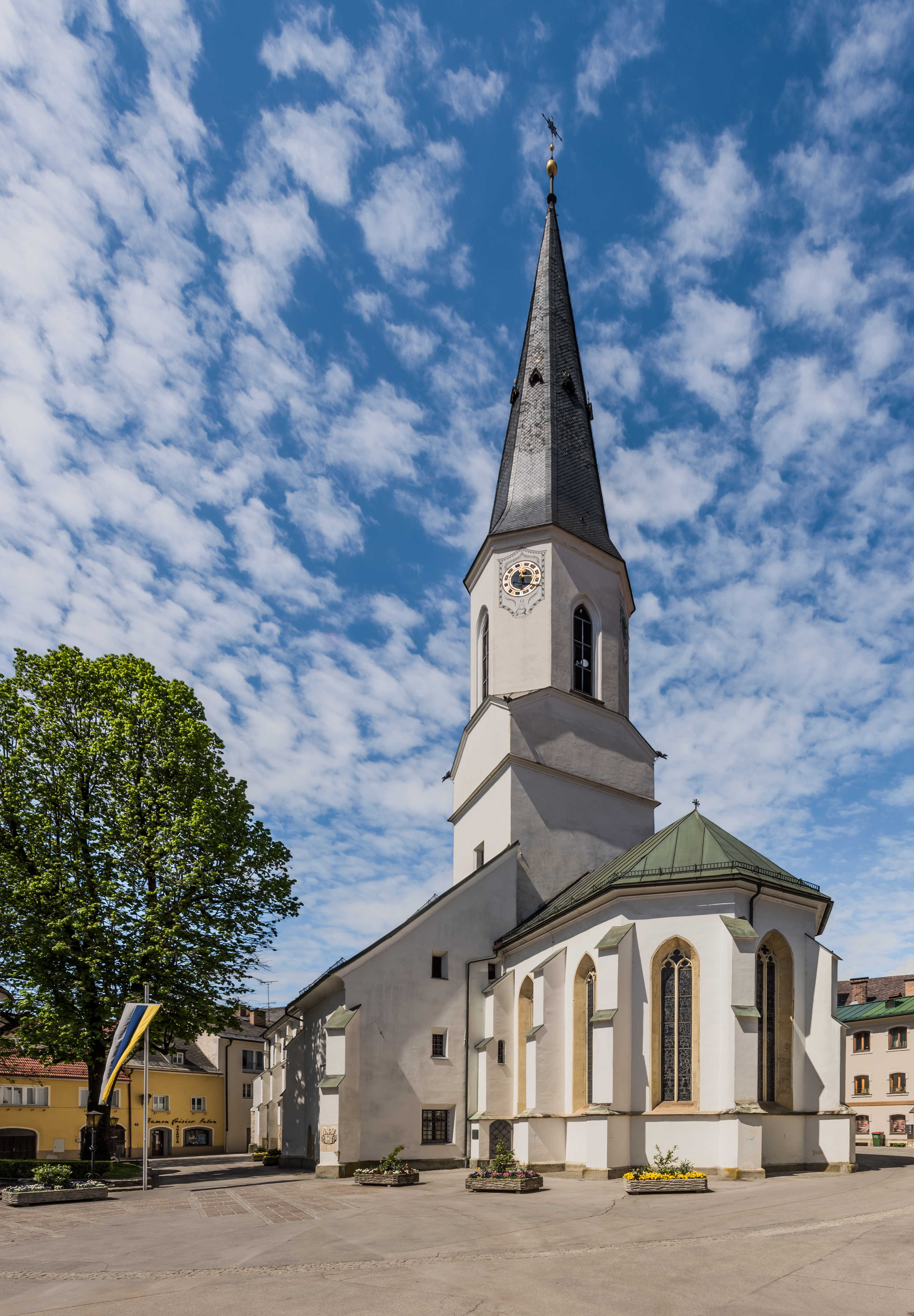
Kath. Stadtpfarrkirche
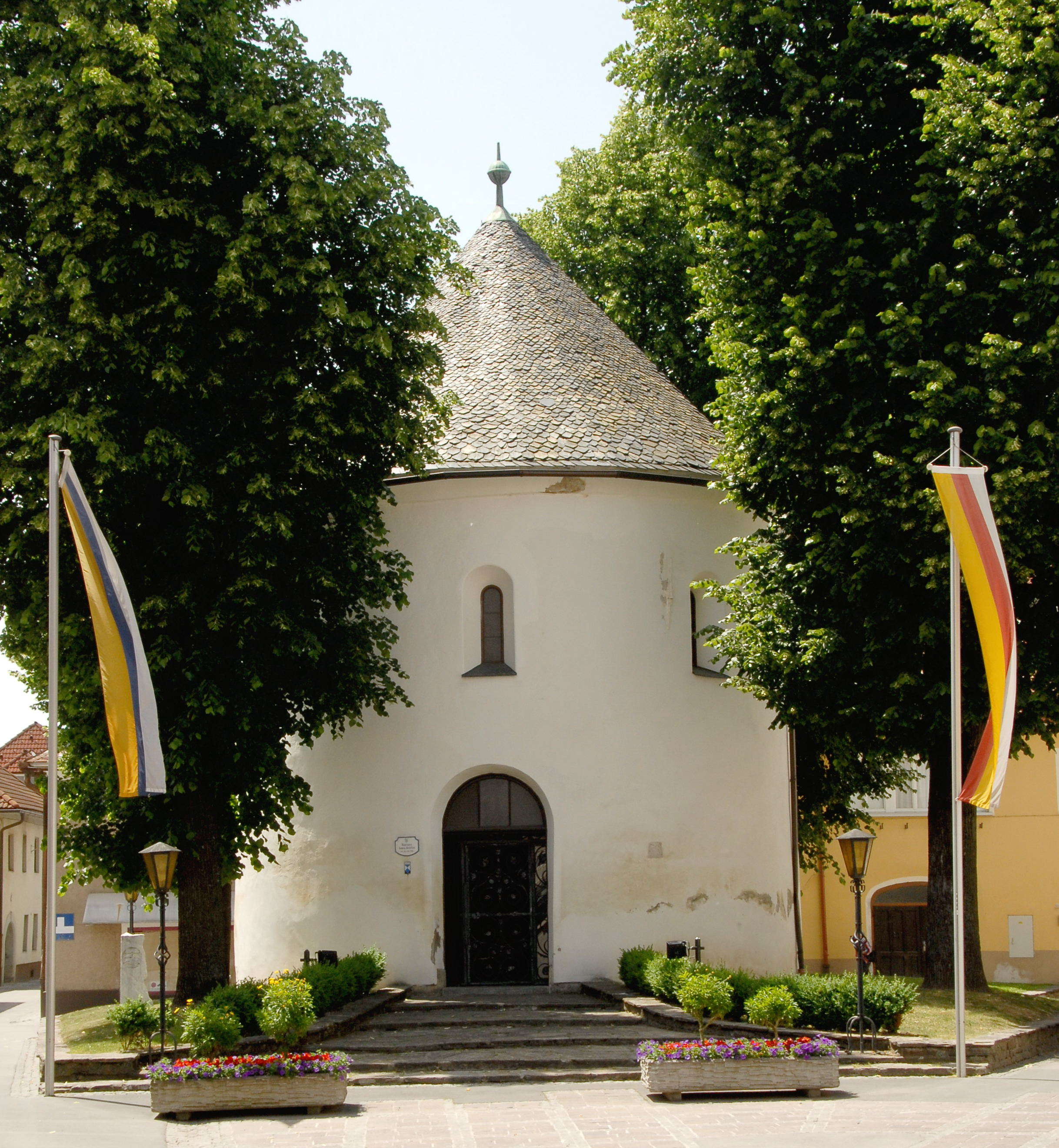
Karner
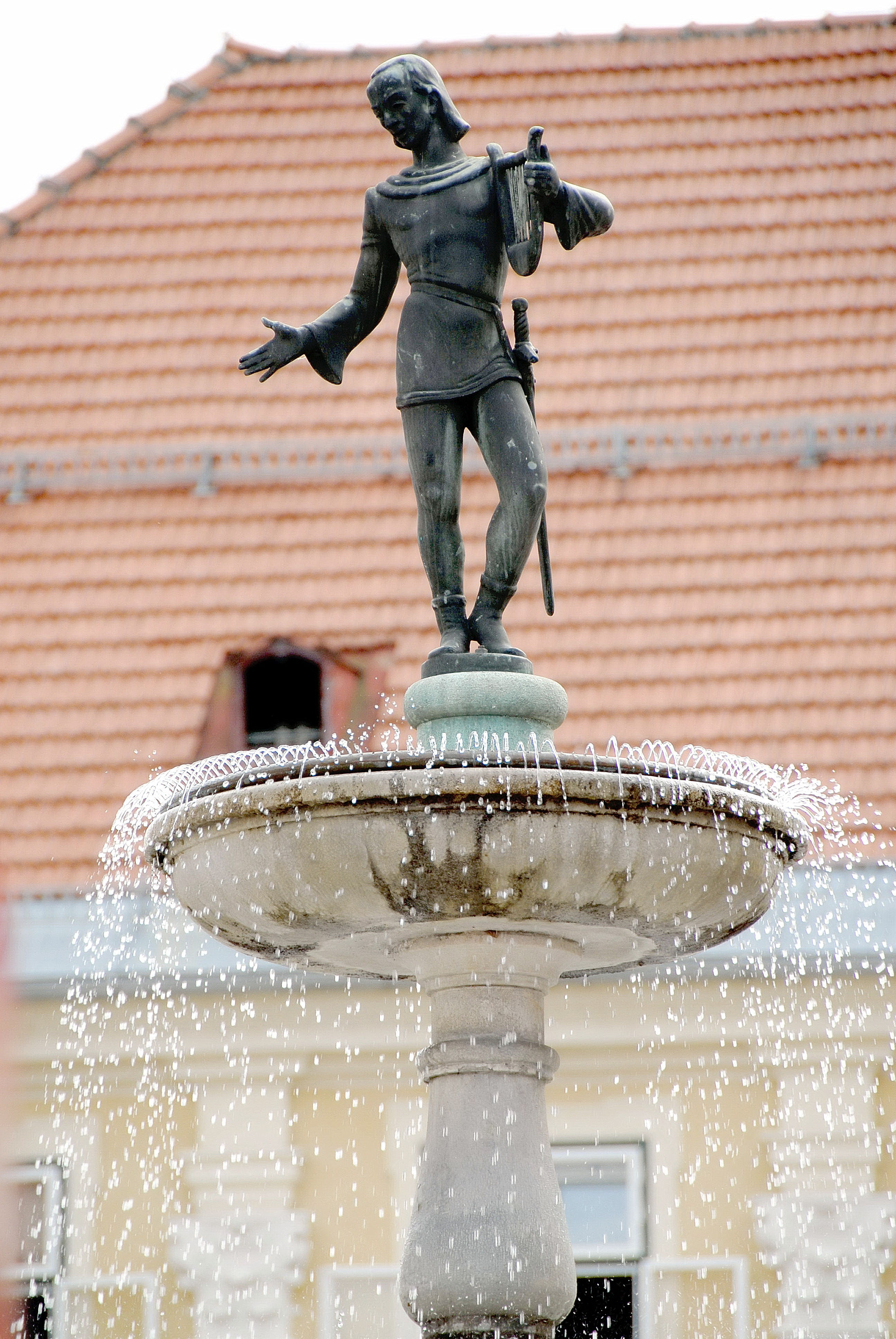
Walther-von-der-Vogelweide-Brunnen auf dem Hauptplatz

### Sonstiger Stadtbereich
- Das ehemalige Bürgerspital mit der profanierten Spitalskirche, urkundlich 1321 erstmals genannt, liegt westlich außerhalb der Altstadt vor dem ehemaligen Villacher Tor.
- Die Klosterkirche Unsere Liebe Frau südwestlich des ehemaligen Bürgerspitals wurde 1323 als Kirche eines durch Konrad von Auffenstein und seiner Frau Diemut gegründeten Klarissinnenklosters urkundlich erwähnt. Die Kirche wurde nach Klosterumbauten 1648 neu geweiht und 1963/64 restauriert.

Das Kloster, zuletzt im Besitz der Franziskaner, wurde 1768 durch Kaiser Joseph II. aufgehoben, 1863 teils abgetragen, heute für Wohnzwecke genutzt.
- Die Kalvarienbergkirche Maria Loretto, urkundlich 1658 erwähnt, steht auf einem Hügel nordwestlich der Innenstadt.
- Die Evangelische Christuskirche, 1910/12 von Julius Schulte im späten Jugendstil mit secessionistischen Details und barockisierenden Elementen errichteter Kirchenbau.
- Die Schlösser Kölnhof und Weyer am nordöstlichen bzw. östlichen Stadtrand befinden sich in Privatbesitz und werden als Betriebsstandort und für Wohnzwecke genutzt.
- Der Hauptbahnhof ist ein von Hans Granichstaedten in den Jahren 1911 bis 1913 errichtetes langgestrecktes, ein- bis zweigeschoßiges Bauwerk im späthistoristischen Stil. Das repräsentativ gestaltete Abfertigungsgebäude weist ein steiles, zur Hauptschauseite ausgebautes Dach mit Ziergiebel und vorspringendem Glockenturm mit Ziergesims und oktogonalem Laternenaufsatz auf. Die Bahnsteige in Eisenkonstruktion stammen aus der Bauzeit.

### Ländlicher Bereich der Gemeinde
- In den zur Stadtgemeinde gehörenden Dörfern stehen die Pfarrkirche Hörzendorf, die Pfarrkirche Projern, St. Donat und die Filialkirchen Karnberg, St. Andrä und Streimberg; an einigen von ihnen sind Römersteine und Flechtwerksteine eingemauert.
- Das mächtige Schloss Tanzenberg weit im Süden des Gemeindegebiets über dem Zollfeld geht auf ein Renaissanceschloss mit älterem Kern zurück, wurde Anfang des 20. Jahrhunderts erneuert und um eine neuromanische Pfeilerbasilika ergänzt, und dient als Schulgebäude.
- Die im Wald versteckte Ruine der Burg Karlsberg ist die einzige auf dem heutigen St. Veiter Gemeindegebiet liegende Burg des ehemaligen Burgenkranzes rund um die Stadt.
- Die Schlösser Niederdorf (Renaissancebauwerk aus dem 16. Jahrhundert), Karlsberg (errichtet im 17. Jahrhundert), Stadlhof (um 1780 über älterem Kern ausgebaut) befinden sich in Privatbesitz und werden für Wohnzwecke genutzt.
- Die denkmalgeschützte Burgruine Liebenfels ist eine mittelalterliche Wehrburg mit zwei markanten Bergfrieden und Zwillingstürmen. Laufend erfolgen Forschungstätigkeiten, deren Funde zugehörigen im Museum ausgestellt werden.
- Taggenbrunn wurde im 12. Jahrhundert erbaut und seit 2011 umfassend saniert. Heute ist sie Veranstaltungsort der Taggenbrunner Festspiele und zeigt die Ausstellung „Zeiträume“, die von dem österreichischen Künstler André Heller initiiert wurde.

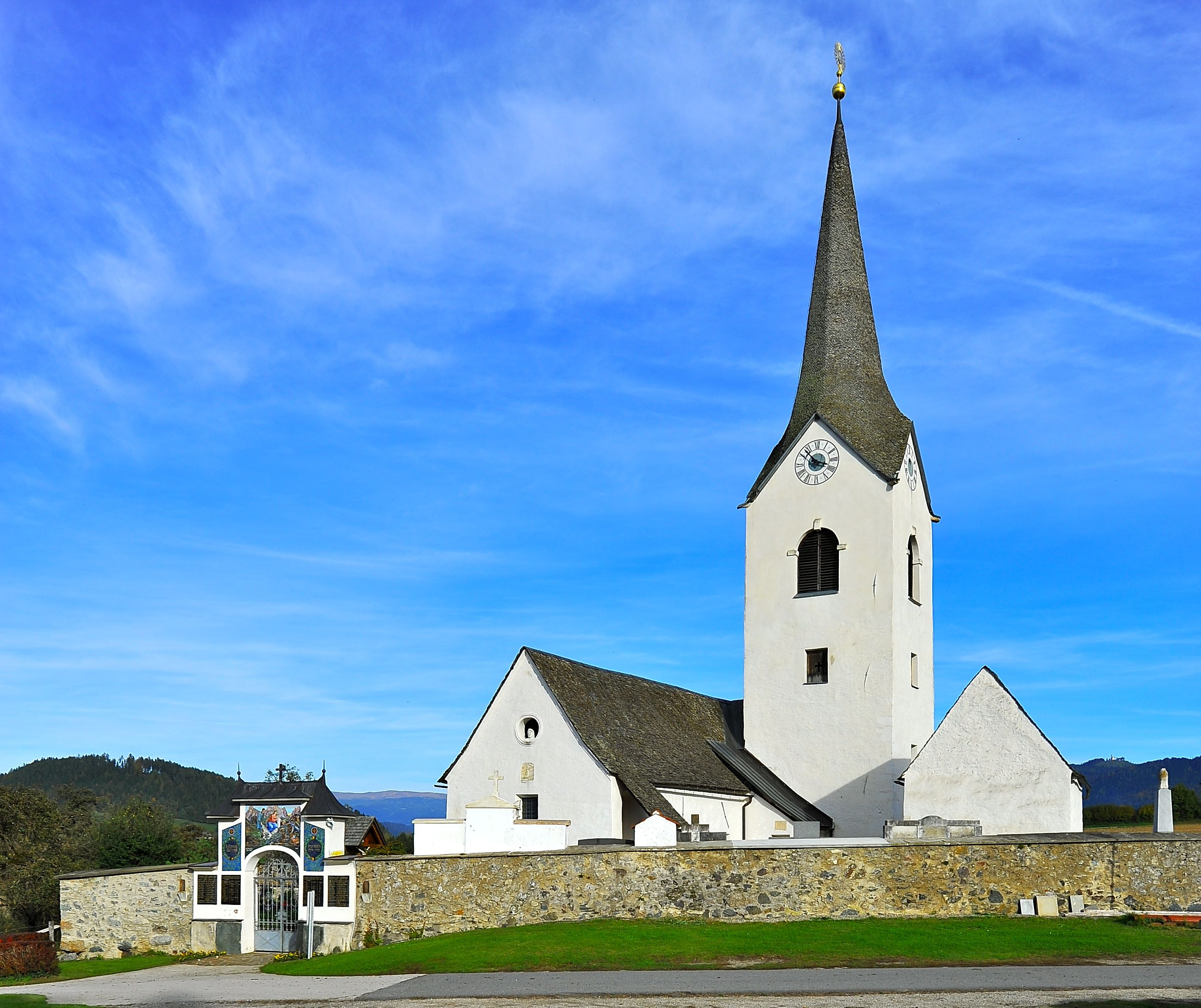
Pfarrkirche Hörzendorf
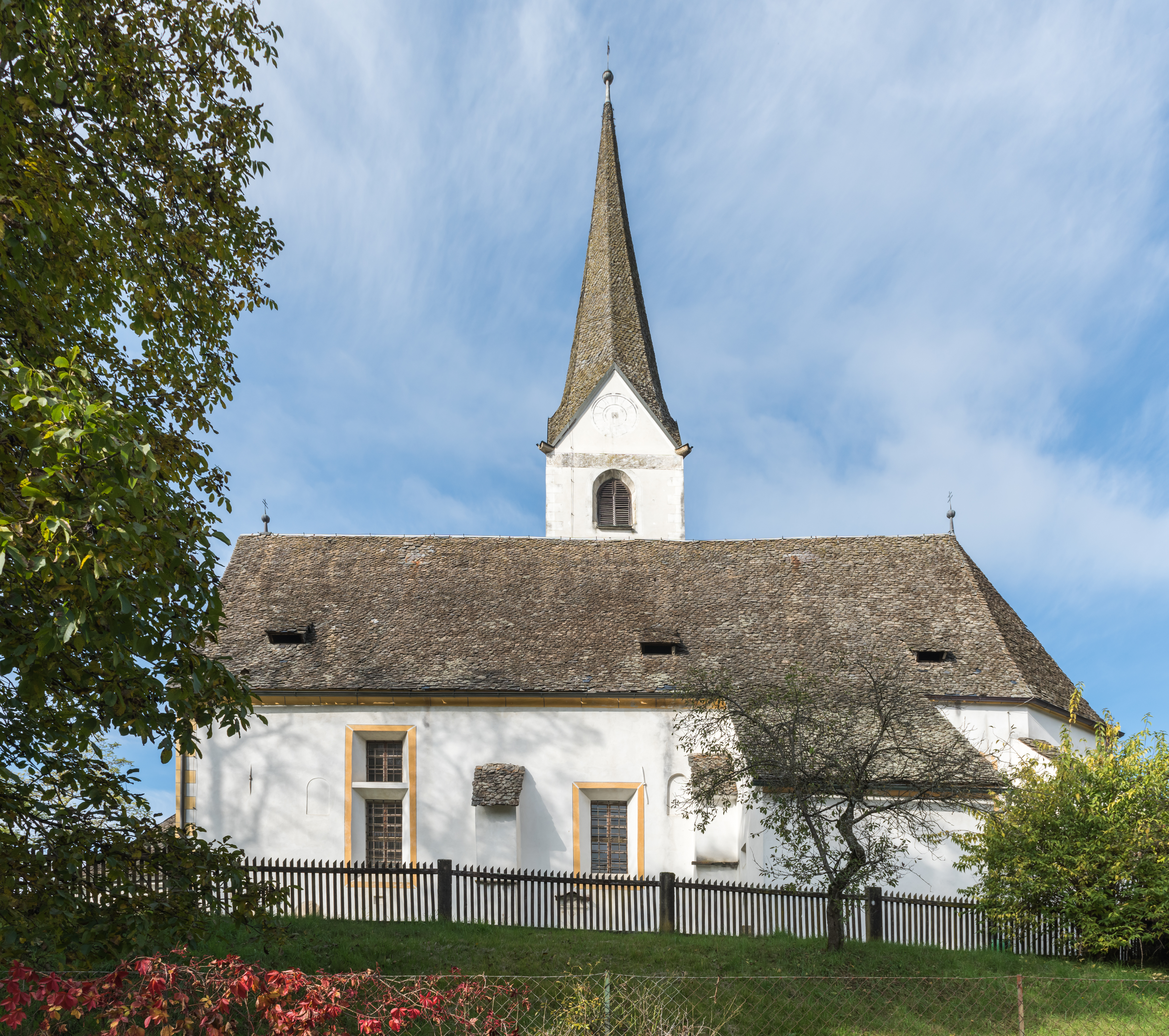
Pfarrkirche St. Donat
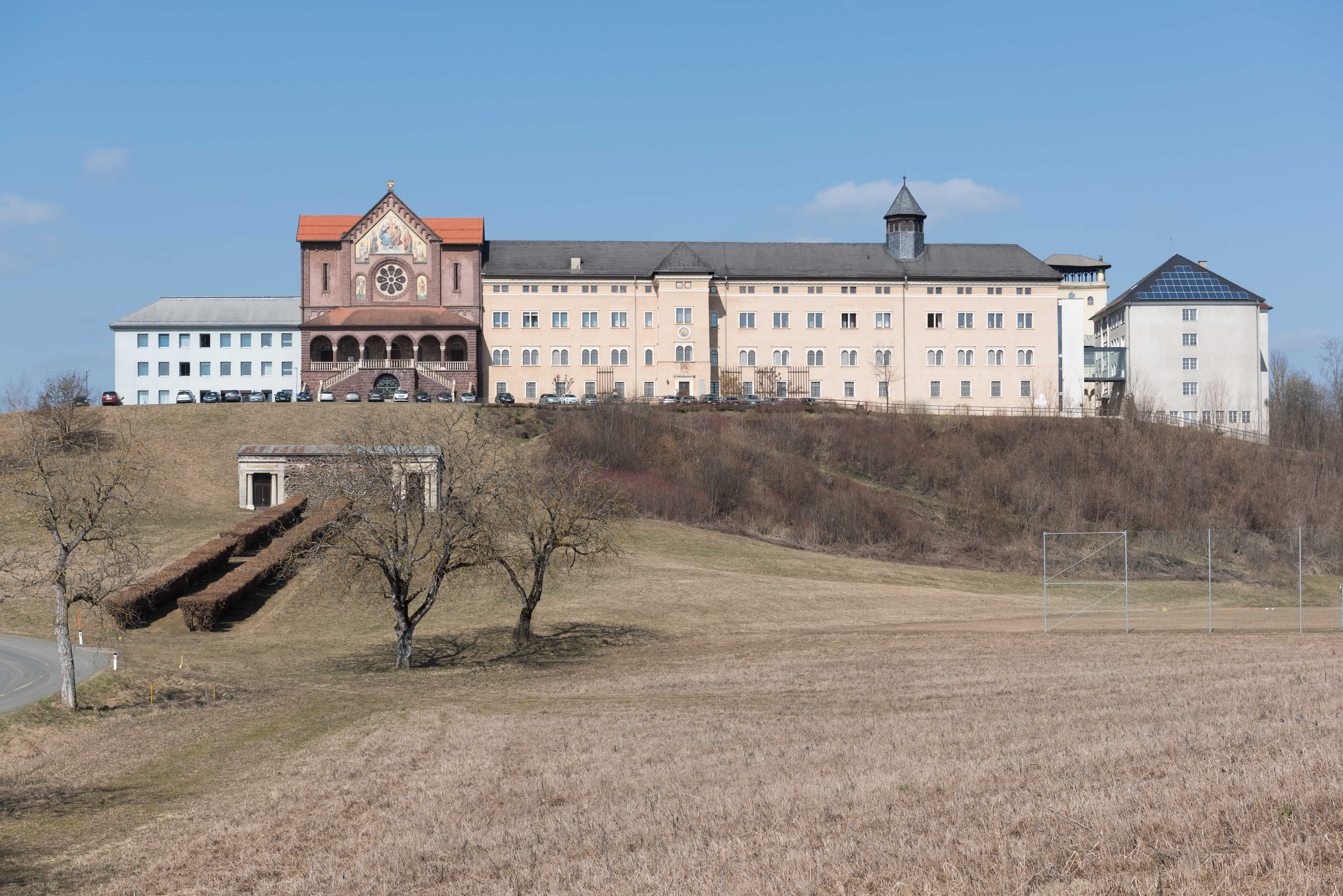
Pfarrkirche Tanzenberg und Schloss Tanzenberg
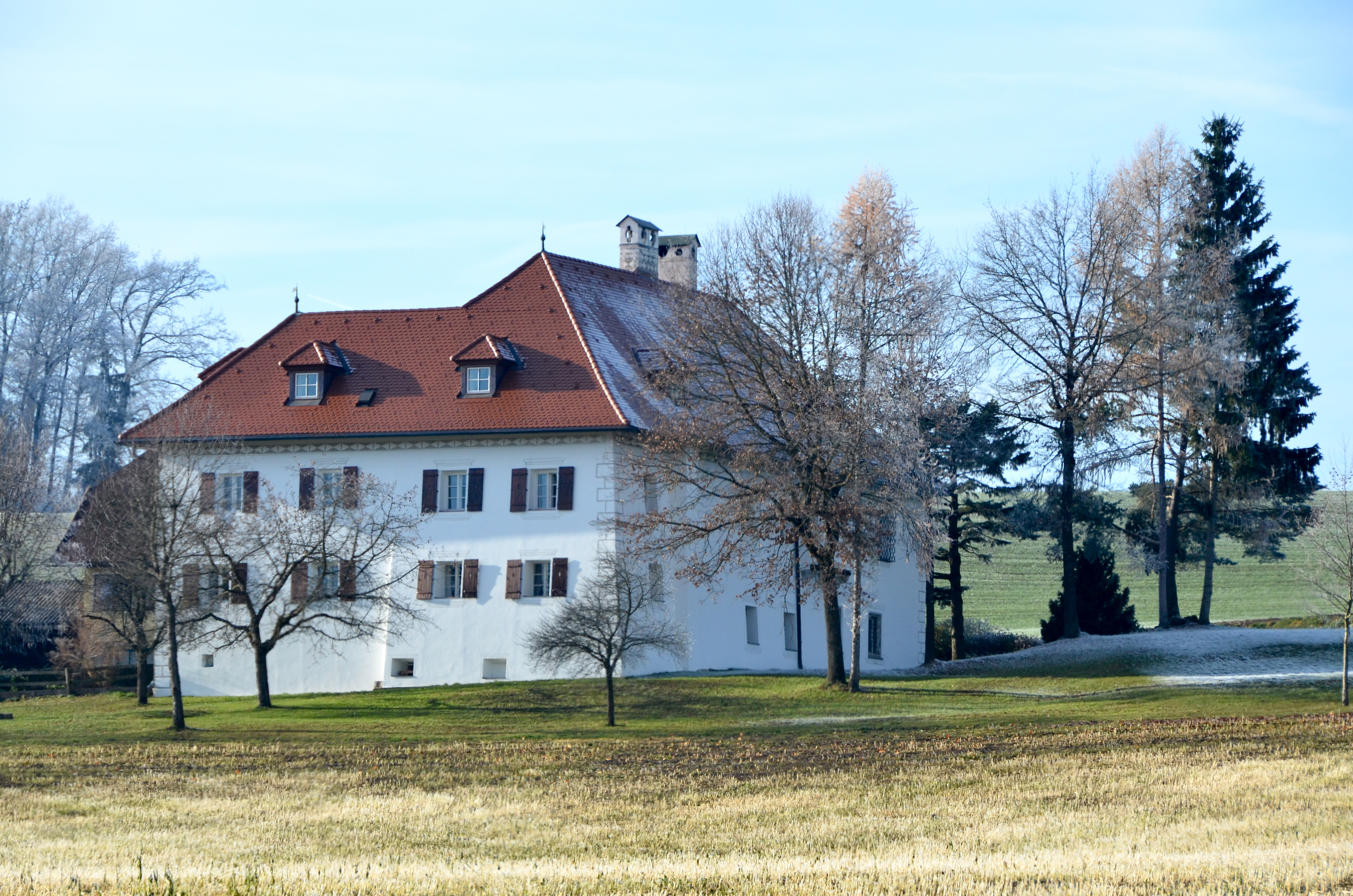
Schloss Niederdorf
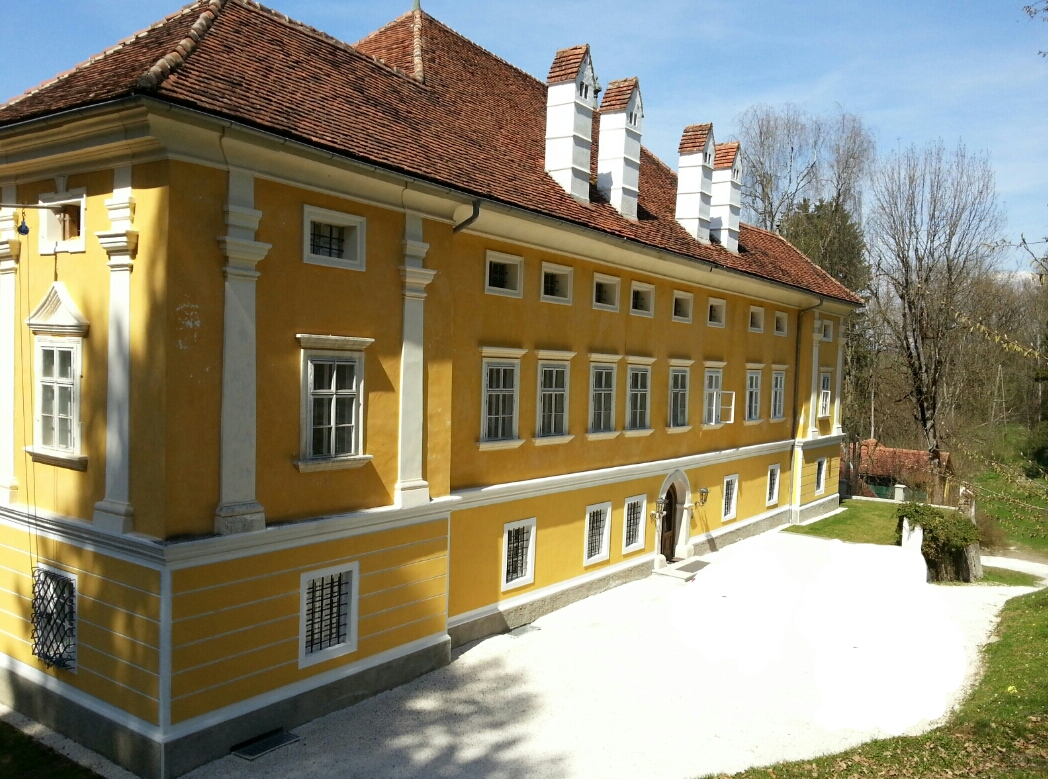
Schloss Stadlhof

### Moderne Architektur
- Der Ernst Fuchs-Palast ist ein von Ernst Fuchs gestaltetes, kontroversiell beurteiltes Hotelgebäude.[11]
- Industriearchitektur FUNDER Werk 3 von Coop Himmelblau, naturbelassenes Projekt „Natur muss wachsen“, Ortsteil St. Donat
- Fassade und Fundernovum von Günther Domenig FunderMax Werk II im Ortsteil Glandorf
- Die Blumenhalle, in der Events jeglicher Art abgehalten werden

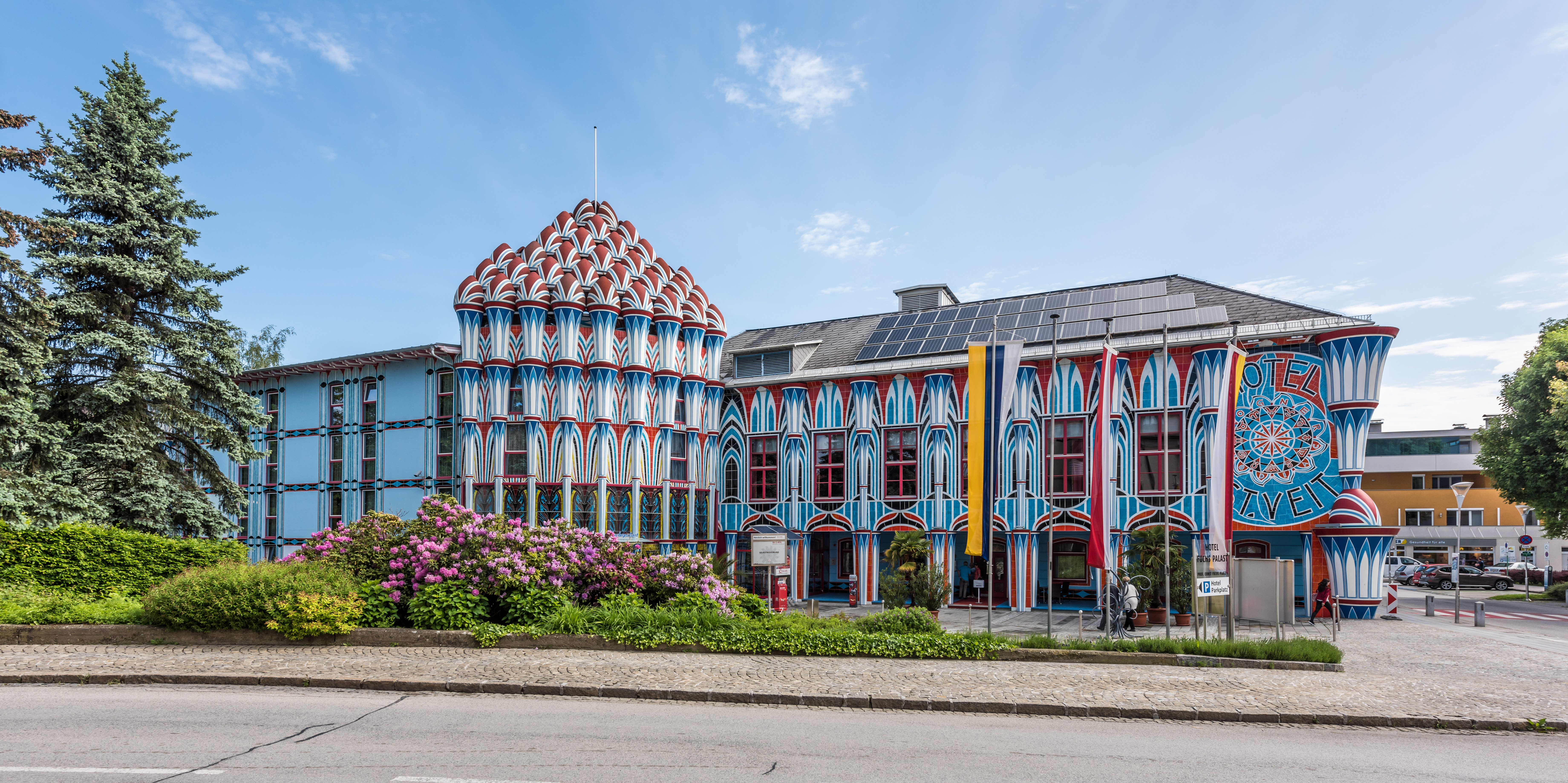
Ernst Fuchs-Hotel in St. Veit an der Glan
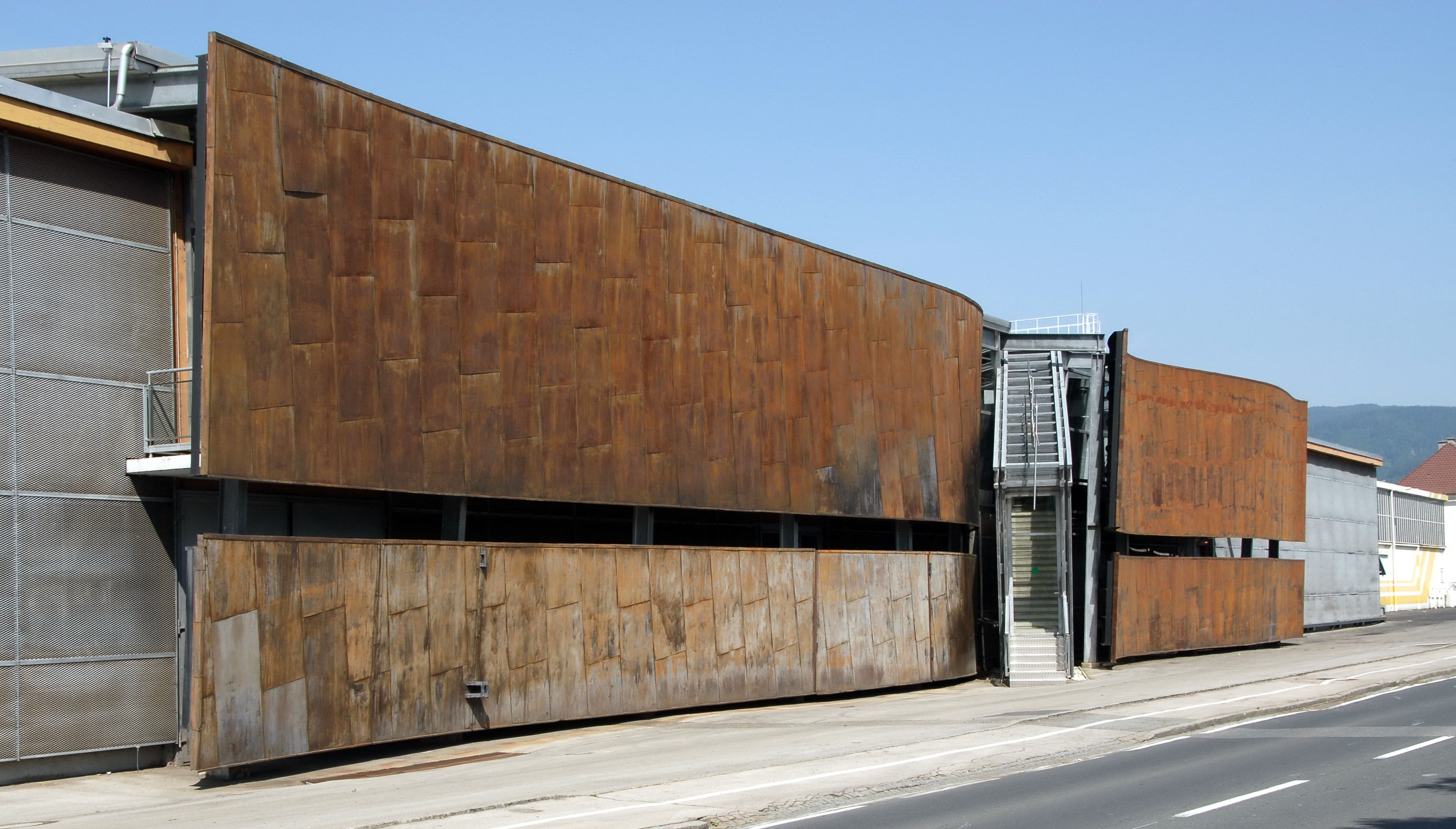
FUNDERMAX-Werk II in Oberglandorf (Umbau durch Günther Domenig, 1987)

Museen
- Museum: Das Museum für Verkehrs- und Stadtgeschichte am Hauptplatz in St. Veit entstand 2003/2004 als Zusammenfassung mehrerer Vorgängerinstitutionen wie z. B. dem Stadtmuseum in der Burg (gegr. 1886), dem Trabantenmuseum im ehemaligen Bürgerspital und dem Verkehrsmuseum (gegr. 1982) im Rathaus und danach in der ehemaligen Haushaltungsschule (ab 1987). Das Museum St. Veit wird vom Verein Verkehrsmuseum St. Veit und der Stadtgemeinde St. Veit gemeinsam geführt. Es präsentiert auf einer Fläche von 1000 m² in drei Etagen über 3000 Exponate zur Verkehrsgeschichte, dem Post- und Fernmeldewesen und der Stadtgeschichte. Von 1. November bis 30. März ist es geschlossen.
- Am St. Veiter Westbahnhof befindet sich das Museumsheizhaus der Nostalgiebahnen in Kärnten (NBiK).

### Regelmäßige Veranstaltungen
- Veitsmarkt seit 1170
- St. Veiter Wiesenmarkt seit 1362 – eines der größten und ältesten Volksfeste Österreichs
- Kalter Markt seit 1653
- Ostermarkt seit 1844
- Trigonale seit 2003 – Festival der „alten“ Musik
- St. Veiter Literaturtage (jährlich im November)

## Wirtschaft und Infrastruktur

### Ansässige Unternehmen
- Die Holzplattenproduktion der Firma FunderMax befindet sich in St. Veit an der Glan.
- Die Zentrale des Uhren-Herstellers Jacques Lemans, der unter anderem auch exklusiv die Uhren für die Formel 1 produziert. Zum Zwecke der Vertragsunterzeichnung mit Jacques Lemans war Formel 1-Chef Bernie Ecclestone in St. Veit.
- Im Industriepark St. Veit/Glan hat sich rund um die dort ansässigen Leitbetriebe der Schwerpunkt Solarindustrie entwickelt. Betriebe im Industriepark (Auswahl):
  - Druck Carinthia GmbH, ein Unternehmen der Styria Media Group
  - General Solar Systems GmbH
  - GREENoneTEC Solarindustrie GmbH
  - KIOTO Photovoltaics GmbH
  - impress decor Austria GmbH

### „Sonnenstadt“ St. Veit an der Glan
Im Jahr 2010 wurde in St. Veit mit dem Projekt Sonnenstadt St. Veit begonnen. Vision der Stadtpolitik war es, dass St. Veit bis zum Jahr 2020 vollständige Energieautarkie durch erneuerbare Energie erreicht. Um dieses ehrgeizige Ziel zu erreichen, wurde 2010 mit der Errichtung des größten Photovoltaikkraftwerks Österreichs mit einer Leistung von 1.500 KWp und einer Jahreserzeugung von circa 1,5 Millionen Kilowattstunden begonnen. Für dieses Pilotprojekt wurde die Investitionssumme auf 6,8 Millionen Euro veranschlagt. Bis 2013 entstand im Stadtgebiet eine Gesamt-Photovoltaikfläche mit einer Leistung von mehr als drei Megawatt Peak.
Unter den drei im Industriepark angesiedelten Solarenergie-Unternehmen befindet sich mit GREENoneTECH GmbH ein „heimlicher Weltmarktführer“ der Solarindustrie.

### Verkehr
In St. Veit treffen Bahnlinien aus drei Richtungen – Friesach, Feldkirchen und Klagenfurt – zusammen. St. Veit/Glan ist auch Fernverkehrshaltepunkt. Züge der Linie Wien – Villach halten alle zwei Stunden.
Für die S-Bahn Kärnten ist St. Veit ein wichtiger Knotenpunkt. Seit 12. Dezember 2010 bietet die Linie S1 wochentags einen Halbstundentakt nach Klagenfurt und einen Stundentakt nach Friesach. Seit Dezember 2011 ist St. Veit Ausgangs- und Endpunkt der Linie S2 nach Feldkirchen, Villach und Rosenbach.
Etwa 5 km südöstlich des Zentrums, in der Ortschaft Mairist, liegt der Flugplatz St. Donat-Mairist.

## Politik

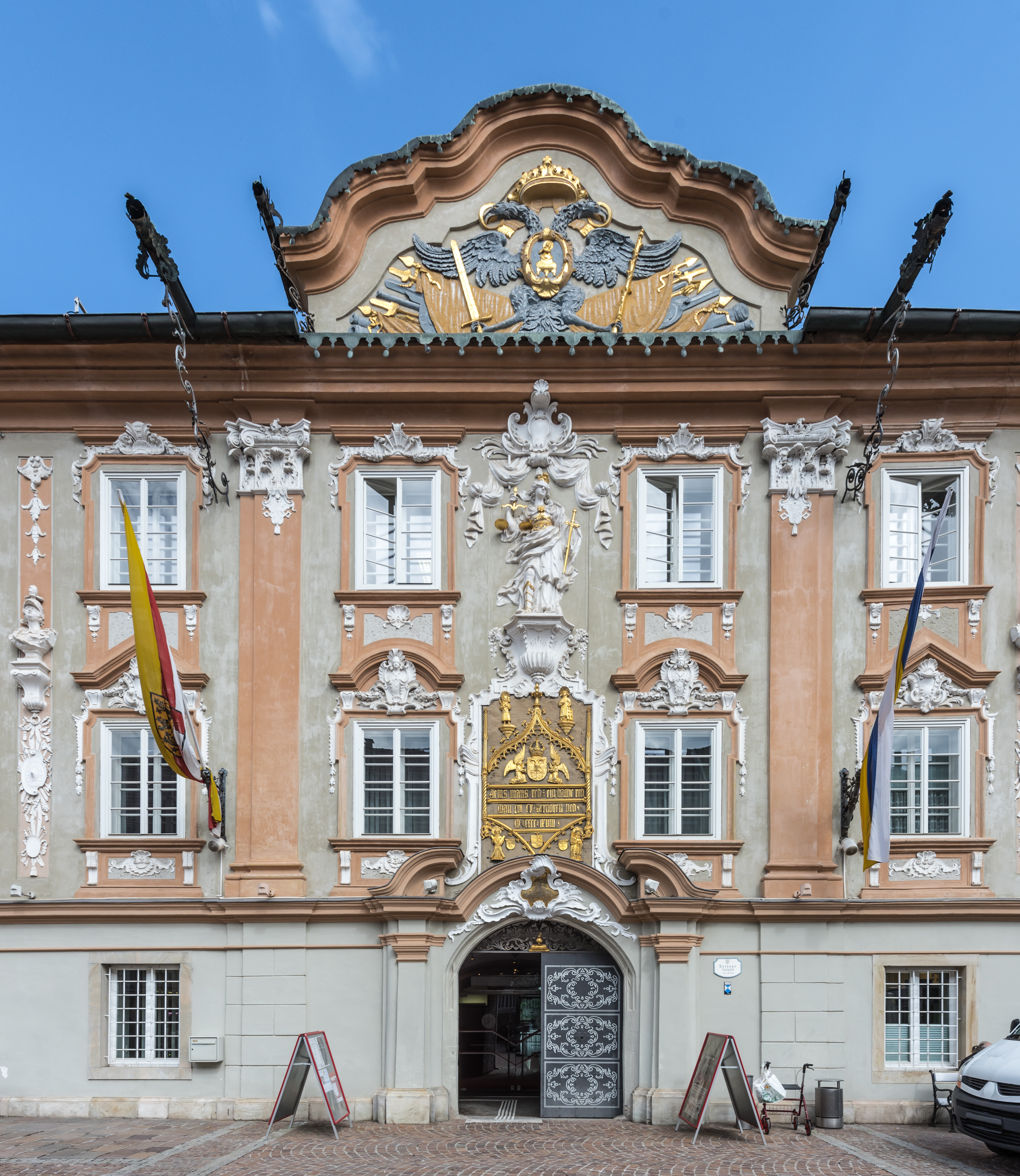
Rathaus

### Stadtrat und Bürgermeister
Der Stadtrat (Stadtregierung) von St. Veit hat sieben Mitglieder. Bürgermeister ist seit 2020 Martin Kulmer.
Der Stadtrat besteht aus Bürgermeister, ersten Vizebürgermeisterin, zweiten Vizebürgermeister, sowie aus vier weiteren Personen.

### Gemeinderat
Der Gemeinderat mit 31 Mitgliedern setzt sich seit 2021 wie folgt zusammen:
- 20 SPÖ
- 7 ÖVP
- 3 FPÖ
- 1 Grüne

### Städtepartnerschaften
- Sundbyberg (Schweden), seit 1971
- Haltern am See (Deutschland), seit 1972
- Épinay-sur-Seine (Frankreich), seit 1985
- Mainz-Kostheim (Deutschland), seit 1989
- San Vito al Tagliamento (Italien), seit 1989

### Wappen
Die Führung eines Siegels ist für St. Veit seit dem Jahr 1269 nachweisbar (Erwähnung am 15. Mai 1279), und an einer Urkunde vom 3. Oktober 1281 erhalten. Während in dieser Ausführung der Stadtpatron lediglich in einer zweizeiligen Umschrift dargestellt ist, wurde bereits wenige Jahre später ein Siegel mit dem Brustbild des Heiligen in einem von einem Turmpaar flankierten Torbogen verwendet. Ab dem 16. Jahrhundert zeigten die Darstellungen den Stadtpatron mit gefalteten Händen in einem Kessel sitzend, im Jahr 1900 kehrte man jedoch zur alten Darstellung aus dem ausgehenden 13. Jahrhundert zurück, die die Stadtgemeinde durch Gemeinderatsbeschluss am 4. Juli 1961 förmlich annahm.
Die amtliche Blasonierung des Stadtwappens lautet wie folgt:
„Im blauen Schild ein von zwei silbernen, schwarz gerauteten (gegitterten), oben mit einer doppelten, in der Mitte mit einem einfachen Wasserschlangengesims versehenen und mit einer goldenen Kugel besetzten romanischen Türmen flankierter Torbogen, der das Brustbild des heiligen Veit in rotem Chorrock, weißem Hemd mit goldener (gelber) Stola und goldenem Heiligenschein umschließt. In der Rechten hält der Heilige einen großen Palmzweig, während die linke Hand segnend erhoben ist. Oberhalb des mit der Inschrift S. Vitus versehenen und mit einer goldenen Kugel besetzten, schwarz gerauteten (gegitterten) Torbogens befinden sich zwei goldene Sterne.“
Die Fahne ist Weiß-Blau-Gelb mit eingearbeitetem Wappen.

## Persönlichkeiten

### Söhne und Töchter der Stadt
- Josef von Hudelist (1759–1818), Diplomat und Staatsmann
- Josef Wernhammer (1790–1855), Wirt und Realitätenbesitzer sowie Politiker
- Albert Jakob Tonitz (1811–1873), lebte und starb in St. Veit, Jurist, Komponist und Musikschriftsteller
- August Prinzhofer (1817–1885), aufgewachsen in St. Veit, wirkte als Maler und Lithograf in Wien und Graz
- Wilhelm Prinzhofer (1825–1889), Kaufmann und Politiker
- Alois Pirker (1855–1931), Bauer und Politiker
- Josef Lemisch (1862–1918), aufgewachsen in St. Veit, wirkte als Politiker (Abgeordneter im Kärntner Landtag; Landeshauptmannstellvertreter) in Klagenfurt
- Arthur Lemisch (1865–1953), aufgewachsen in St. Veit, lebte hier auf Schloss Kölnhof; Politiker (1918–1921 Landesverweser und 1927–1931 Landeshauptmann von Kärnten)
- Sebastian Weberitsch (1870–1946), aufgewachsen in St. Veit, wirkte als Arzt und Schriftsteller (beschrieb in seinem Hauptwerk ausführlich seine Kindheit in St. Veit) in Bozen und Baden bei Wien
- Richard Knaus (1889–1974), Landschafts- und Porträtmaler
- Hermann Knaus (1892–1970), aufgewachsen in St. Veit, wirkte als Gynäkologe (Mitentwickler der Kalendermethode Knaus-Ogino) in Graz und Prag
- Martin Rom (1895–1970), aufgewachsen in St. Veit, Politiker (SPÖ-Nationalratsabgeordneter, Bürgermeister von St. Veit)
- Ottilie Schellander (1897–1967), Oberpflegerin in der Siechen- und Irrenanstalt des Kärntner Landeskrankenhauses in Klagenfurt und Euthanasiebeteiligte
- Friedrich Rainer (1903–1947), aufgewachsen in St. Veit, Politiker (Mitbegründer der NSDAP-Ortsgruppe St. Veit; Gauleiter von Salzburg und Kärnten im Dritten Reich)
- Karl Paul Gebhardt (1905–1941), aufgewachsen in St. Veit; Politiker (NSDAP-Reichstabsabgeordneter)
- Stanislaus Hafner (1916–2006), Slawist
- Heinz Lienhard (1922–1999), geboren und aufgewachsen in St. Veit, wirkte hier als Lyriker
- Siegfried Lienhard (1924–2011), Indologe und Hochschullehrer
- Herwig Hofer (1940–2013), aufgewachsen in St. Veit, wirkte von hier aus als Politiker (ÖVP; Stadtrat; Bundesratsabgeordneter, Landtagsabgeordneter)
- Karl Garnitschnig (* 1941), wirkt als Pädagoge, Psychotherapeut und Erziehungstheoretiker in Wien
- Heinz Trixner (* 1941), wirkt als Schauspieler und Sprecher in Wien, Salzburg, Deutschland und der Schweiz
- Libgart Schwarz (* 1941), wirkt als Schauspielerin in Berlin und Wien; Ex-Ehefrau Peter Handkes
- Karl Starzacher (* 1945), aufgewachsen in Deutschland, dort als Politiker aktiv (SPD; Hessischer Landtagspräsident und Finanzminister)
- Elisabeth List (1946–2019), Philosophin
- Gunter Weiß (* 1946), Mathematiker und Hochschullehrer
- Wolfgang Puck (* 1949), aufgewachsen in St. Veit, als Koch und Gastronomieunternehmer in den USA aktiv
- Harald Schreiber (* 1952), Künstler, Architekt und Designer
- Gerhard Mock (* 1953), aufgewachsen in St. Veit, wirkte hier als Politiker (SPÖ; Landtagsabgeordneter; 1988–2020 Bürgermeister von St. Veit)
- Dagmar Obernosterer (* 1959), aufgewachsen in St. Veit, wirkt hier als Liedtexterin
- Antonia Gössinger (* 1958), wirkt von Liebenfels aus als Journalistin (Chefredakteurin der Kleinen Zeitung)
- Franz Wohlfahrt (* 1964), aufgewachsen in St. Veit, Fußballspieler in Wien und Deutschland (ÖFB-Nationalteamtorhüter, DFB-Cupsieger)
- Bernhard Loibner (* 1965), Komponist und Musiker in Wien
- Arnulf Prasch (* 1965), aufgewachsen in Passering, von Villach aus als ORF-Radio- und Fernsehmoderator aktiv
- Manfred Krassnitzer (* 1968), war österreichweit als Fußballschiedsrichter aktiv
- Michaela Kohlweiß (* 1973), Landespolizeidirektorin von Kärnten
- Andy Kainz (* 1974), Profitänzer
- Markus Schauta (* 1976), Nahost-Journalist und Autor
- Sven Klimbacher (* 1981), Eishockeyspieler
- Johannes Kirisits (* 1985), Eishockeyspieler in Klagenfurt
- Manuel Kerhe (* 1987), Fußballspieler (Bundesliga) in Kärnten und Österreich
- Magdalena Lauritsch (* 1988), österreichische Filmregisseurin und Drehbuchautorin
- Alexander Payer (* 1990), Snowboarder
- Magdalena Lobnig (* 1990), wirkt von Völkermarkt aus als Rudersportlerin (EM- und WM-Medaillengewinnerin)
- Matthias Mayer (* 1990), wirkt von Afritz am See aus als Skirennläufer (Olympiasieger 2014, 2018 und 2022)
- Ina Meschik (* 1990), Snowboarderin
- Michael Novak (* 1990), Fußballprofi
- Marco Haller (* 1991), wirkt von Klagenfurt aus als Radsportler (mehrfacher Österreichischer Meister)
- Adam Lukas (* 1991), Filmkomponist
- Martin Hinteregger (* 1992), aufgewachsen in Albeck, Fußballspieler in Deutschland und Verteidiger im ÖFB-Nationalteam
- Adrian Pertl (* 1996), von Ebene Reichenau aus als Skirennläufer aktiv
- Mario Leitner (* 1997), Kanute
- Markus Müller (* 2002), Skispringer
- Adis Jasic (* 2003), Fußballspieler
- Matteo Kitz (* 2007), Fußballspieler

### Mit der Stadt verbundene Persönlichkeiten
- Michael Gothard Christalnick (1530/40–1595), protestantischer Prediger und Historiograph, predigte und starb in St. Veit
- Johann Mathias von Koller (1727/28–1805), zog als junger Erwachsener nach St. Veit; Eisenhändler und Industrieller, Bürgermeister von St. Veit
- Franz Prettner (1843–1915), österreichischer Advokat und Politiker, 1885 bis 1891 Bürgermeister von Sankt Veit
- Simerl Krapfenbäck (1785–1809), geboren in Möderndorf, aufgewachsen in St. Veit; Räuber, Sozialrebell
- Moritz Seyerl (1821–1905), österreichischer Werksdirektor und Politiker, von 1864 bis 1869 Bürgermeister von Sankt Veit an der Glan
- Gerhard Glawischnig (1906–1995), geboren in Kreuth bei Rattendorf, wirkte als Mundartdichter und Evangelischer Pfarrer in St. Veit und Villach
- Käthe Kainz (1913–1996), geboren in St. Pölten; ab 1947 von St. Veit aus politisch aktiv (SPÖ; Bundesratsabgeordnete)
- Hans Sima (1918–2006), geboren im Kanaltal; aufgewachsen und begraben in St. Veit, Politiker (SPÖ, 1965–1974 Landeshauptmann von Kärnten)
- Dieter Kalt senior (* 1941 in Klagenfurt), Bezirkshauptmann in St. Veit 1982–2006
- Peter Legat (* 1958 in Klagenfurt), Musiker, Gründer von Count Basic